# Dansk Vestindien
Dansk Vestindien, De Vestindiske Øer eller De Danske Jomfruøer var en dansk koloni i Caribien bestående af øerne Sankt Thomas, Sankt Jan og Sankt Croix. Christopher Columbus fandt øerne på sin anden rejse til den nye verden i 1493, hvor de blev navngivet Once Mil Virgenes ("de elleve tusind jomfruer") til ære for Sankt Ursulas jomfruer. Danske handelskompagnier annekterede de to ubeboede øer Skt. Thomas i 1672 og Skt. Jan i 1718, mens Skt. Croix blev købt af Frankrig i 1733. De tre øer blev i 1755 overtaget som kronkoloni af Danmark-Norge fra Vestindisk-guineisk Kompagni. Dansk Vestindien var besat af Storbritannien i perioden 1802–1803 og 1807–1815 i forbindelse med Englandskrigene.
Hensigten med den danske kolonisering i Vestindien var at udnytte den lønsomme trekantshandel, som gik ud på at eksportere skydevåben og andre varer til Afrika i bytte for slaver, som derefter blev fragtet til øerne i Vestindien for at bemande sukkerplantagerne. Slutetapen i trekanten var fragt af sukker og rom til hjemlandet. Økonomien i Dansk Vestindien var fuldstændig baseret på slaveri. Efter et oprør blev slaveriet officielt afskaffet i 1848, og da gik plantagedriften i Dansk Vestindien yderligere ind i en økonomisk nedgangsperiode, og allerede i 1852 blev et salg af Dansk Vestindien debatteret i Rigsdagen.
Danmark prøvede i flere omgange at sælge eller bytte De Vestindiske Øer væk i slutningen af 1800-tallet og begyndelsen af 1900-tallet. Øerne blev til sidst solgt for 25 millioner USD (svarende til ca. 554 mio. USD i 2020) til USA, som overtog administrationen 31. marts 1917 og gav dem navnet United States Virgin Islands (De Amerikanske Jomfruøer).

## Geografi
Dansk Vestindien bestod af de tre hovedøer Sankt Croix, Sankt Jan og Sankt Thomas, samt flere mindre øer. Øerne ligger i Det caribiske hav og Atlanterhavet, 80 km øst for Puerto Rico, 960 km nord for Venezuela og 1.760 km sydøst for Florida.
Øerne har et totalt areal på 346 km², hvilket er lidt mindre end arealet af Mors, og har en 188 km lang kystlinje.
Øerne ligger på grænsen mellem den Nordamerikanske Plade og den Caribiske Plade. Jordskælv, tropiske cykloner og tsunamier forekommer. Klimaet er subtropisk med passatvinde, relativt lav luftfugtighed og lille årstidsmæssig variation i temperaturen. Regntiden varer fra maj til november.
Øerne er af vulkansk oprindelse og er præget af bjerge og kuperet terræn, dog er Skt. Croix noget fladere.
Det højeste bjerg er Crown Mountain på Skt. Thomas med 474 meter.

### Øerne

#### Skt. Croix
Skt. Croix' areal er 207 km², og den har et kuperet terræn. Højeste punkt på øen er Mount Eagle på 355 m.
Skt. Croix var oprindelig beboet af caribere og arawaker og blev besøgt af Columbus i 1493, hvor han gav den navnet Santa Cruz (Det hellige kors). Efter først spaniere, englændere, hollændere og franskmænd havde haft kontrol med øen, kom den i 1653 ind under Malteserordenen, der i 1665 solgte den videre til Fransk Vestindisk kompagni. Sankt Croix blev i 1674 fransk kronkoloni, men forblev stort set ubeboet fra 1696 og blev solgt videre til det danske Vestindisk-guineisk Kompagni i 1733. Dette selskab havde intet krav om en bestemt nationalitet eller religion til sine kolonister og tiltrak sig hurtigt såvel spanske jøder, huguenotter som engelske nybyggere; de sidstnævnte blev dem, som kom til at dominere øen. Et slaveoprør på Sankt Croix førte til slaveriets afskaffelse i 1848.
Danskerne grundlagde to byer på øen, Christiansted på nordkysten og Frederiksted på vestkysten.

#### Skt. Jan
Skt. Jan var den mindste af de tre hovedøer i Dansk Vestindien. Øen ligger 6 km øst for Skt. Thomas og 6 km sydvest for Tortola (del af de Britiske Jomfruøer). Øen har et areal på 50,8 km².
Øen blev først beboet af arawakindianere, som kom fra dagens Colombia og Venezuela omkring år 300. Arawakerne beboede øen frem til omkring år 1300, da de blev fordrevet af de mere aggressive og krigerske caribere. Danskerne var de første europæere, der slog sig ned på øen, første gang i 1672 og permanent fra 1718. Det var også danskerne, som navngav øen Skt. Jan. Sukkerplantager blev anlagt i stort tal på grund af det varme klima.
Nogen egentlig byudvikling fandt aldrig sted på Sankt Jan. Havnen lå ved Cruz Bay. Her boede landfogeden, der bestemte på øen. På dette sted fandtes en mindre bebyggelse, som i 1890 blot havde 74 indbyggere.

#### Skt. Thomas
Skt. Thomas har et areal på 80,9 km², og øens højeste bjerg er Crown Mountain på 474 m.
Øen har været beboet siden ca. år 1500 f.Kr. af forskellige vestindiske indianerfolk. De første var ciboneyfolket, som senere blev fortrængt af arawakindianerne og dernæst cariberne. Cariberne blev hurtig udryddet eller fordrevet, da europæerne bosatte sig på øen.
Skt. Thomas var den første af Danmarks tre hovedøer i Dansk Vestindien. Det første danske forsøg på bosættelse fandt sted i 1666, og den blev en del af Vestindisk-guineisk Kompagnis koloni i 1672. I 1671 blev fæstningen Fort Christian påbegyndt og er i dag den ældste bygning på Jomfruøerne. Charlotte Amalie blev erklæret frihavn i 1724, og gennem 1700-tallet oplevede øen en kraftig vækst på grund af sine sukkerplantager. Øen blev et vigtigt handelscentrum indtil slavehandelen blev afskaffet i 1848.
Dansk Vestindiens hovedstad gennem store dele af koloniperioden, Charlotte Amalie, lå på Skt. Thomas. I en periode først i 1800-tallet var Charlotte Amalie den næstmest folkerige danske by, kun overgået af København.

### Byerne

#### Charlotte Amalie
Charlotte Amalie var i flere perioder hovedstad for Dansk Vestindien. Byen fik sit navn i 1691 og er opkaldt efter kong Christian 5.s kone, dronning Charlotte Amalie af Hessen-Kassel. Byen har i den danske tid også haft navnene Taphus (kro) og Skt. Thomas.
På grund af det neutrale danske flag og statussen som frihavn blev Charlotte Amalie en af Vestindiens vigtigste handelscentre i 1700-tallet. Byen havde i perioden 1750–1850 et stærkt kosmopolitisk præg og blev i 1800-tallet Danmarks næststørste by.
Oprindelig fandtes der kun et lille fort, hvor guvernøren havde sin bolig. Fæstningen Fort Christian blev påbegyndt i 1671 og er opkaldt efter kong Christian V. Fra sin residens i fortet uddelte guvernøren land til de nyankomne kolonister, som ønskede at bosætte sig på øen. Under guvernør Nicolai Esmit begyndte man at oprette kroer, hvilket gav byen dens første navn, Taphus. Beliggenheden var fordelagtig: byen lå i bunden af en dyb bugt på øens sydside, der var let tilgængelig for sejlskibe, der ikke behøvede at krydse, fordi indsejlingen var nord-syd, hvilket passede med den østlige passatvind. Den ældste beskrivelse af byen stammer fra 1701, da den franske forfatter Pére Labat besøgte Sankt Thomas. Den lyder således:
 I en Afstand af 50 á 60 Skridt fra Fortet ligger Byen langs Stranden. Den bestaar af én lang Gade, der ender ved Faktoriet, hvor Selskabet har sine Kontorer. Dette er en stor og smuk Bygning, som indeholder mange Værelser og bekvemme Rum for Handelsvarer samt for Negerslaver, med hvilke Selskabet driver Handel med Spanierne. Til højre for Faktoriet findes 2 smaa Gader, der bebos af franske Flygtninge. Byens Huse, som tidligere kun var Hytter, ere nu byggede af Sten, næsten alle med én Etage men meget godt indrettede; Gulvene ere af Fliser og Væggene hvidtede som i Holland.

#### Christiansted
Danskerne købte Skt. Croix i 1733 og valgte som deres første bosættelse på øen et sted med mulighed for en god havn på nordkysten. Den første bosættelse fik navnet Christiansted og blev grundlagt samme år som øen blev købt. Byen er opkaldt efter Kong Christian 6. af Danmark-Norge. Christiansted var i perioden fra 1754 til 1871 hovedstaden i Dansk Vestindien.
Byen ligger omtrent midt på øens nordkyst. Omkring år 1900 blev byen beskrevet således:
 Kristianssted eller, som den i daglig Tale kaldes: Basinet, er en venlig lille By med adskillige anselige Bygninger, iblandt andre Guvernementshuset, som skal være det største Regeringshus paa de smaa Antiller. Der findes ligeledes i Basinet en Del Kirker, og hver Trosbekendelse har sin. St. Thomas‘s Bank har en Filial i Kristianssted, og til de Rejsendes Bekvemmelighed har Byen et Par særdeles gode Pensionater. Endelig kan nævnes et med Blade og Tidsskrifter vel forsynet Athenæum, der bliver stærkt besøgt af den intelligente Del af Byens Befolkning, som i Forhold til Folkemængden er ret betydelig, da næsten hele Øens Embedsstand, alle Garnisonens Officerer, og om Sommeren tillige Guvernøren bo her.

Byens indbyggertal var i det meste af tiden som dansk koloni forholdsvis stabilt.
Christiansted er kendt for den velbevarede fæstning Christiansværn fra 1738.

#### Frederiksted
Frederiksted fik navn efter Frederik 5., men blev i den danske kolonitid aldrig kaldt andet end Westenden på grund af sin beliggenhed på øens vestside. 
Det var til Frederiksted, at 8.000 slaver marcherede for at gøre krav på øjeblikkelig frigivelse i 1848. Efter trusler fra slaverne om at gøre oprør og sætte ild på hele byen, hvis deres krav ikke blev indfriet, kom guvernør Peter von Scholten med erklæringen fra Fort Frederik, som frigav alle slaver i Dansk Vestindien. Fra Fort Frederik kom også den første salut som anerkendelse for USA's selvstændighed i 1776.
Omkring år 1900 blev byen beskrevet således:
 Frederikssted har et mindre officielt Præg; den er nærmest en Handelsby, beregnet paa at tilfredsstille den omboende Landbefolknings Fornødenheder og at befordre dens Udførsel af Sukker. Byen ligger midt paa Øens Vestside, hvorfor Skibene kunne ligge godt beskyttede af Landet imod Nordøstpassaten. Endskønt Frederikssted led stærkt ved Opstandene i 1848 og 1878 og sidste Gang for en stor Del blev nedbrændt, trives Byen dog ret godt, og Sporene af Branden ere nu snart forsvundne. Byen har brede, lige Gader med en Del anselige Huse og c. 3000 Indbyggere.

Frederikssted havde en svag befolkningsudvikling i det meste af den danske kolonitid: i 1789 1.051 indbyggere, i 1815 1.800 indbyggere, i 1835 2.317 indbyggere, i 1870, da indbyggertallet kulminerede, 3.817 indbyggere og derefter et jævnt fald til 3.144 indbyggere i 1917.

## Baggrund for kolonien
Ved indgangen til 1600-tallet havde de store kolonimagter, først og fremmest Spanien og Portugal, men også Nederlandene, Frankrig og England, koloniseret det meste af Caribien og for Spanien og Portugals vedkommende store dele af Sydamerika. Men ingen af disse kolonimagter havde vist interesse for Skt. Thomas.
I 1652 så danske købmænd mulighederne som lå i handlen med Vestindien, da skibet Fortuna kom til København med en værdifuld last herfra. Efter flere succesfulde rejser gav Frederik 3. skipperen Erik Nielsen Smit til opgave at kolonisere Skt. Thomas som han skulle være guvernør over. Den 1. juli 1665 sejlede han med sit mandskab fra København. Øen var tidligere befolket af de oprindelige indianere, men disse havde spaniolerne fragtet til deres øer som slaver. I februar 1666 gik den første last med sukker, kakao, kanel og pukkenholt til København. Disse varer var dog højst sandsynligt indkøbt fra andre øer. Koloniseringsforsøget mislykkedes. Erik Nielsen Smit døde efter kort tid, der blev mangel på mad, og øen blev jævnligt plyndret af pirater. Andre forsøgte dernæst at etablere handel fra Vestindien og Afrika. Et kompagni fra Glückstadt havde allerede i 1657 oprettet de første forter ved Guineakysten. Fortjenesten var ikke sikker og omkring hvert fjerde skib gik tabt som følge af havari og forlis. I 1672 opgav kompagniet fra Glückstadt og det overdrog sine forter på Guineakysten til kongen.

### Etablering
I 1670 kom Christian 5. på tronen, og året efter blev Vestindisk Kompagni etableret, et priviligeret selskab, som fik monopol på handel mellem Skt. Thomas og Danmark. Aktionærerne var i begyndelsen skeptiske overfor ideen, men efter kraftig opfordring fra kongen, der nu havde forter på Guineakysten, indvilgede man, og fra 1674 gik de københavnske købmænd med interesser i Afrika ind i Vestindisk Kompagni, der fra den tid kaldtes Vestindisk-guineisk Kompagni. Ideen bag oprettelsen og erhvervelsen af en koloni i Vestindien havde været at importere slaver fra Afrika til Vestindien og sælge dem til øens plantageejere, der producerede sukker til eksport. Det syntes nærliggende, efter Glückstadtkompagniets ophør, at samle slavehandel og sukkertransport i ét selskab. Den erfarne vestindienfarer Jørgen Iversen Dyppel blev udnævnt til guvernør. Med sig på skibet Færø havde han 190 mænd og kvinder og materialer til at opføre en lille landsby. Efter et stop i Bergen mønstrede flere nordmænd på, efter dele af mandskabet var stukket af. Efter ankomsten til Skt. Thomas begyndte man bygningen af et fort, for at kunne forsvare den nye koloni. Efter et halvt år var 161 af de oprindelige 190 kolonister døde, og man fik hjælp fra forviste eller straffeforfulgte nederlændere og englændere. Jørgen Iversen Dyppels fort, Fort Christian, stod færdigt i 1680 og var opkaldt efter Christian 5. Fortet blev, udover at være et forsvarsværk, også brugt som rådhus, luthersk kirke og mødested for lokalbefolkningen.
Det var vanskeligt at få bemandet skibene, som sejlede til Skt. Thomas på grund af historierne om en lang og vanskelig overfart og om livet i Vestindien med sygdom, varme og den næsten sikre død. For at få nok folk blev størstedelen af besætningen hentet fra fængsler og forbedringshuse.
Det var normalt, at mere end hver tredje døde undervejs, og lige så mange døde indenfor seks måneder efter ankomsten til Skt. Thomas.

### Brødrene Esmit
Nicolai Esmit fra Holsten blev udnævnt til guvernør efter Iversen Dyppel, fordi han angav at have flere års erfaring i Vestindien i forbindelse med den engelske kolonisering af Jamaica og Tortuga. Bag denne karrierebeskrivelse lå at han havde været sørøver. Esmit gik som guvernør i ledtog med de mange sørøvere, som på det tidspunkt hærgede hele Vestindien. Esmit grundlagde byen Taphus, fra 1691 kendt som Charlotte Amalie. Navnet Taphus (taphuse var kroer) havde sin baggrund i de værtshuse som Esmit opførte. Esmit fandt ud af, at han personligt kunne tjene mange penge på at lade piraterne bruge Sankt Thomas som base for deres mange togter mod specielt engelske og franske skibe. Han lod således sørøvere sejle med danske skibspapirer. De engelske guvernører på Jamaica og andre britiske øer protesterede mod dette til den danske regering med besked om, at hvis man ikke selv kunne holde orden i eget hus, så ville de gå ind og overtage Sankt Thomas. Inden myndighederne nåede at reagere, blev Nicolai imidlertid væltet ved et oprør og erstattet af sin lillebror, Adolph Esmit.
Adolph var ikke stort bedre end sin broder: han lod sørøvere skjule sig i bugten ved Sankt Thomas, og lod dem sælge deres bytte til ham. Til sidst sejlede et britisk krigsskib ind i bugten, hvor den berygtede sørøver Jean Hamlins skib lå. Skibet blev beskudt. Da Hamlin ikke havde mandskab nok, flygtede han fra skibet, som blev sat i brand. Da briterne spurgte Esmit, hvor Hamlin var, svarede denne, at han var flygtet. Det var usandt: han var fortsat på øen og blev dér skjult, indtil faren var drevet over.
Kort efter blev begge brødre kaldt hjem til Danmark for at blive draget til ansvar for deres gerninger. Det lykkedes dog begge at blive frikendt.

### Iversens ulykkelige rejse
Jørgen Iversen Dyppel blev af kongen overtalt til at tage en ny periode i Dansk Vestindien efter de to Esmit-brødre. At skaffe en besætning til Iversen Dyppels skib til Skt. Thomas viste sig imidlertid at blive vanskeligt. Ingen danske officerer ønskede at deltage, og nederlandske officerer blev hentet i stedet. Størstedelen af den øvrige besætning måtte hentes fra Københavns fængsler. Skibet sejlede fra København 10. november 1682, og helt fra begyndelsen var der store uoverensstemmelser mellem Iversen Dyppel og officererne. Efter to måneder til søs var skibet kun kommet til den Engelske Kanal, hvor besætningen gjorde mytteri, og Iversen Dyppel, hans gravide kone og deres barn blev dræbt og kastet overbord. Den samme skæbne led officererne med undtagelse af styrmanden, som blev tvunget til at føre skibet til Azorerne. På øen Flores blev slaverne, den unge assistent Torgersen Rosenberg og en del matroser sat af. Kun Rosenberg overlevede og returnerede senere til Danmark. Oprørerne endte med at blive sendt til København, hvor de blev dømt og henrettet. Iversens enke nåede frem til Vestindien og overtog mandens plantager sammen med en bestyrer, som hun senere giftede sig med.

### Skt. Jan annekteres
Danmark var den sidste kolonimagt, som etablerede sig i Vestindien. Etableringen skete på den ubeboede ø Skt. Thomas under protester både fra Storbritannien og Spanien. Men efter kontakt mellem den danske og den britiske konge fik guvernøren over De britiske Leewardøer besked om at bistå de danske kolonister. Da guvernør Jørgen Iversen Dyppel nogle år efter ankomsten gjorde et forsøg på at kolonisere naboøen Skt. Jan i 1675, var briterne ikke lige så medgørlige og protesterede over koloniseringsforsøget. Danskerne trak sig tilbage, men uden at have opgivet håbet om at få herredømme over øen. Der kan da også i 1680'erne konstateres en vis dansk tilstedeværelse på øen. I 1680 leveredes ifølge regnskaberne således 79 pund tobak fra Skt. Jan, ligesom der i 1686 blev sendt proviant til øen. Men ellers nævner de danske kilder frem til 1718 mest Skt. Jan i forbindelse med tømmerhugst.
I 1680'erne var forholdet mellem Storbritannien og Danmark køligt på grund af brødrene Adolph og Nicolai Esmits samt Gabriel Milans regime som guvernører i forbindelse med deres åbenlyse handel med pirater, en virksomhed, Storbritannien prøvede at få stoppet. Desuden hævdede begge landene suverænitet over øen Vieques. Danskerne havde i 1698 etableret en militær post "Kronborg" på øen, men denne blev forladt, da en skotsk ekspedition nåede frem til Vieques. Danskerne opretholdt dog kravet på både Skt. Jan og Vieques til trods for udenlandske protester.
I 1715 informerede guvernør Mikkel Knudsen Crone ledelsen af Vestindisk-guineisk Kompagni i København om, at han agtede at udforske både Skt. Jan og Vieques, før hans guvernørperiode sluttede, da jorden på Skt. Thomas begyndte at blive udpint, og plantageejerne trængte til nyt land at dyrke. Ledelsen svarede ikke på henvendelsen, og planerne blev dermed ikke udført. Året efter rapporterede den nye guvernør, Erich Bredal, at mange plantageejere på Skt. Thomas ønskede at flytte til Skt. Jan, men frygtede britiske repressalier.
I 1717 kom den britiske guvernør Walter Hamilton til Skt. Thomas med orlogsskibet HMS Scarborough og advarede danskerne mod at drive tømmerhugst på Skt. Jan. Vestindisk-guineisk Kompagni i København kendte ikke til briternes fornyelse af modstanden mod dansk virksomhed på Skt. Jan og beordrede på samme tid guvernør Bredal til at kolonisere Skt. Jan. Ledelsen i København havde antaget, at to års stilhed fra briterne havde gjort tiden moden for en dansk kolonisering. Desuden følte danskerne, at man måtte gøre noget, da briterne året i forvejen havde sendt ekspeditioner til både Vieques og Skt. Jan. Vestindisk-guineisk Kompagni antog, at det var med den hensigt at kortlægge og senere annektere øerne. Men på trods af ordren om at annektere Skt. Jan blev ingenting gjort i 1717, da Bredal frygtede konsekvenserne efter den britiske advarsel knyttet til tømmerhugsten på Skt. Jan.
På det tidspunkt, hvor de danske planer om at kolonisere Skt. Jan blev genoplivet, var der grundet en hård tørkeperiode i Vestindien opstået rastløshed blandt de britiske plantageejere, da flere af øerne var ved at være udpinte. De spejdede efter ny jord. I september 1717 drog britiske kolonister således til Vieques for at besætte denne ø, og i eftersommeren 1718 pressede plantageejere fra de udpinte øer Anguilla, Tortola og Spanish Town forgæves på for at få den britiske guvernør Hamilton til at kolonisere Skt. Croix. Der er altså flere vidnesbyrd om, at briterne manglede ny jord, og her kunne Skt. Jan komme i spil, selvom en britisk rapport fra 1716 havde beskrevet Skt. Jan som "en lille ufrugtbar og bjergrig ø", hvorfor de hidtil havde givet en anneksion af Skt. Jan lav prioritet.
Fra dansk side var man bekendt med briternes interesse for ny jord, og af frygt for at miste Skt. Jan beordrede ledelsen i København strengt guvernør Bredal til at handle nu. Den 25. marts 1718 gik guvernøren, 5 soldater, 20 plantageejere samt 16 slaver i land på Skt. Jan, hvor det danske flag ved en lille ceremoni blev hejst i Coral Bay og øen erklæret dansk.
Briterne svarede igen ved at sende et orlogsskib til Skt. Thomas med krav om tilbagetrækning fra Skt. Jan. Kravet blev afvist af guvernør Bredal, og briterne, som havde fået ordre om ikke at bruge magt, trak sig tilbage. Lige efter blev rydning af skov, opførelse af plantager og bygning af fortet Fortsberg igangsat på Skt. Jan.
Hamiltons efterfølger, John Hart, bad koloniledelsen i London om at erobre Skt. Jan fra danskerne i 1722 og 1724, men fik svaret, at Skt. Jan ikke var en konflikt værd. I 1726 skrev den danske guvernør Moth til Vestindisk-guineisk Kompagni, at man kunne betragte øen som beboet. I løbet af de første 15 år blev der anlagt 100 bomulds- og sukkerplantager, som dækkede det meste af øen. I 1762 frafaldt Storbritannien sit krav på Skt. Jan og godkendte danskernes suverænitet.

### Skt. Croix købes
16 år efter anneksionen af Skt. Jan blev øen Sankt Croix en del af kolonien. Sankt Croix havde i midten af 1600-tallet været ejet af Den suveræne Johanniterorden (Malteserordenen), efter at de i starten af 1650'erne fik øen som en testamentarisk gave af de Poincy, guvernør i den franske koloni Skt. Kitts. De solgte den til Fransk Vestindisk kompagni i 1665, og den blev fransk kronkoloni i 1674. Under den franske guvernør du Bois (fra 1659) blev kolonien lønsom med over 90 plantager som dyrkede tobak, bomuld og sukkerrør. Franskmændene forlod dog øen i 1695. Den 15. juni 1733 solgte Frankrig Sankt Croix til Vestindisk-guineisk Kompagni for ca. 750.000 livres, men som følge af oprøret på Sankt Jan var det først den 10. januar 1735, at øen blev taget i besiddelse ifølge en skildring fra 1855. Da selskabet ikke havde krav om en bestemt nationalitet til sine kolonister, tiltrak den sig ganske snart spanske jøder, huguenotter og engelske nybyggere; de sidstnævnte blev dem, som kom til at dominere øen.
Vestindisk-guineisk Kompagni havde efter overtagelsen af øen intet overblik over forholdene, hverken øens størrelse eller form. Kompagniledelsen i København havde et 60 år gammelt fransk kort (fra 1671), som blev brugt til at udarbejde et af overslagene over, hvor mange plantager der kunne anlægges på øen. Det gamle franske kort viste sig at indeholde grove fejl, hvor blandt andet øens areal blev overdrevet med nær 100%. I og med at kompagniet havde tænkt sig at sælge plantagegrundene til høje priser, i modsætning til Skt. Thomas og Skt. Jan, hvor grundene blev uddelt gratis til nybyggerne, blev de forventede indtægter fra grundsalget, skattegrundlaget og toldindtægterne fra sukkereksporten overvurderet.
Kompagniets ledelse stolede ikke helt på det franske korts nøjagtighed og beordrede efter overtagelsen af øen, at et nyt kort skulle udarbejdes. En militær landmåler blev sat til at udføre opgaven, hvor primæropgaven var at kortlægge havneforhold, terrænformationer og opmåling af plantageejendommene.
Aktionærerne i Vestindisk-guineisk Kompagni blev i 1733 tvunget til at indskyde mere kapital eller tabe hele deres oprindelige indskud. For at gøre kapitaludvidelsen mere acceptabel blev aktionærerne tilbudt hver sin plantagegrund, og at plantagegrundene skulle opmåles, før overdragelsen fandt sted. Målet var at inddele øen i 300 plantageejendomme, hver på 60 hektar. Blandt kompagniets aktionærer var Christian 6., hans familie og mange af hans ministre, alle personer, som ingen tillid havde til kompagniets grundsalg. Opmålingen af øen fik høj prioritet, og på baggrund af øens beskedne størrelse (37 km lang og 8 km bred) var det ventet, at denne var overstået på et par måneder. Men arbejdet trak ud i årevis på grund af utilstrækkelige økonomiske og personalemæssige resurser. Kompagniets ledelse blev både overrasket og irriteret over den lokale administrations manglende evne til at fremskaffe kort over øen, og den officielle brevveksling bar præg af undskyldninger, modbeskyldninger og forsinkelsesstatistikker. I 1750 var det første danske kort over hele øen færdigt og var helt uafhængigt af det gamle franske kort. Kortet blev signeret af Johan Cronenberg og Johan Jægersberg. I tiden frem til færdiggørelsen af kortet brugte kompagniet en række midlertidige kort for at kunne sælge grundene.
Johan Cronenberg og Johan Jægersbergs kort blev tegnet i en skala på 1:30.000 og havde dermed flere detaljer indtegnet, såsom terrænets form, bygninger og slavehytter. Øens nordvestkyst var derimod unøjagtig tegnet, og dette kan skyldes, at Cronenberg blev udvist fra Skt. Croix i en periode på grund af et forhold til en gift kvinde.
I 1754 blev der udgivet et nyt kort over Skt. Croix, som var graveret af den nye landmåler Jens Mikkelsen Beck. Beck stod for salget af grundene på øens nordside og havde dermed forbedret kortets nøjagtighed over dette område, samt indsat et kort over Christiansted og et plankort over den endnu ubebyggede by Frederiksted. Fordelen med Becks kort var, at det var en ren og skarp tegning. Der blev ikke gjort noget forsøg på at afbilde terrænet, og i modsætning til Cronenbergs kort var kortforståelsen ikke afhængig af farver og var dermed velegnet til trykning.

## Samfundets udvikling og opbygning

### Den første tid
I 1690 bortforpagtede kompagniet hele Skt. Thomas til en købmand fra Bergen, Thor Möhlen, men det blev ifølge Nationaløkonomisk Tidsskrift fra 1942 en stor fiasko, og i 1693 trak han sig ud med store tab. I 1697 fik Dansk-guineisk Kompagni en ny oktroy. Det gik bedre i de følgende år, især voksede handelen med slaver, men først i 1714 kunne der udbetales udbytte til aktionærerne.
I de første år efter koloniseringen forsøgte man sig med dyrkning af flere planter, og af dem gik det bedst med tobak, men tobaksavlen blev hurtigt opgivet, og i stedet kom bomuldsdyrkningen til at spille en hovedrolle. Generelt kneb det i denne første tid med for alvor at få gang i sukkerproduktionen, da hverken Sankt Thomas eller Sankt Jan, som noget senere blev erhvervet, havde egnede betingelser for en sådan avl.

### Plantager
Den tidligere leder af et plantagemuseum på Skt. Croix, Robert S. Brown fortæller i 1973 om plantagedrift: Da Sankt Croix var blevet købt og opmålt blev jorden inddelt i 9 "kvarterer", der atter blev opdelt i mindre stykker hver på 150 acres (110 tønder land), altså en "plantage". Prisen kunne være 500-600 rigsdaler for den bedst egnede jord, mens jord til bomuldsavl kunne koste 120-140 rigsdaler. Hver plantage udgjorde et lille landsbysamfund, der måtte være nærmest selvforsynende. Plantagerne fik navne, og øboerne angav ikke, at de boede på Sankt Croix men fx på "Peter‘s Rest", "Mary‘s Fancy", "Lower Love", "Whim", "Humbug" eller hvad de nu hed. Agerdyrkningsfelterne var adskilte af veje, der foruden til transport også fungerede som brandbælter, da modnet sukkerrør var let antændeligt. Der blev derfor også opført små vagtbygninger, som blev anvendt, når rørene var modne, til døgnovervågning. En del af plantagens jord blev anvendt til græsland og til skovbrug for at skaffe træ til bygninger. Ligeledes var der en have til dyrkning af grøntsager til plantagens daglige forbrug. Hver plantage blev udstyret med en egen mølle og et kogehus, kaldet "fabrik" (factory) til behandling af sukkersaften. På en middelstor plantage kunne være 150–200 slaver, hvoraf de fleste boede i slavelandsbyen nær fabrikken. Slavehytterne var oftest byggede af fletværk af mangrovegrene klinet med ler og med tag af spån eller sukkerrørs- eller palmeblade. Nogle plantager havde bygninger af sten inddelte i flere rum til de enkelte familier eller ugifte slaver. På plantagerne fandtes opsynsmænd samt 4-5 kontorfolk. Endelig var der en bolig for herskabet. Mange plantager havde en egen kirke eller et kapel og undertiden et fangehul. Da jorden krævede hvile, blev kun to tredjedele beplantet, mens en tredjedel lå brak. Al jorden blev ikke beplantet samtidig men på forskellig tid, for at alt ikke skulle modnes på samme tid. Et biprodukt af sukkerprocessen var produktionen af melasse, som egnede sig til produktion af rom.

#### Sukkerdyrkning på Sankt Croix
I 1797 beskriver den tidligere generalguvernør Peter Lotharius Oxholm, hvordan jorden blev inddelt og opdyrket. Agrene inddeltes normalt i enheder af 4 fod i kvadrat, som markeredes med nedstukne pinde og snore. Slaverne blev stillet i linje langs med pinden ved siden af hinanden, hver med en hakke, og "ophugge Jorden af Hullerne, saaledes, at en Banke formeres mellem to huller og en liden Banke bliver på tvers staaende." Dette arbejde skete ofte under sang af nogle af slaverne, idet alle løftede hakken og huggede i takt. Når et stykke jord var bearbejdet, blev det gødet i hvert hul. Når ageren skulle plantes, lagdes to roetoppe i hvert hul, og blev dækket til med jord, hvorefter de blev overladt til sig selv, indtil de nåede en højde af 6-8 fod. Efter 14-15 måneder var de klar til høst. De blev så hugget ned med kniv og bundtet sammen. Efterfølgende blev de bragt til en sukkermølle, der kunne være en hestemølle eller en vindmølle.

### Handelen gives fri
Tilvæksten med Sankt Croix i 1733 blev ledsaget af en økonomisk omlægning – øerne gik fra hovedvægt på bomuld til mere plantagedyrkning af sukker. Det viste sig at være vanskeligt at få flere danskere til at indvandre, så øen blev i høj grad befolket af udvandrede britiske katolikker, som kom via øen Montserrat. Desuden blev tilførslen af slaver øget, ikke mindst gennem spanske, private slavehandlere.
Udviklingen gik ifølge en beskrivelse fra 1855 kun langsomt efter købet af Sankt Croix, og i 1755 afkøbte kongen Det Vestindisk-guineiske Kompagni alle dets besiddelser. Ved at åbne Sankt Thomas’ havn for skibe fra alle lande i 1764 og indføre meget mådeholdne toldafgifter i 1766 lykkedes det at gøre den til et midtpunkt for handelen i Vestindien, og under Den nordamerikanske Frihedskrig og de senere revolutionskrige gik alle øerne stærkt frem i velstand, idet mange franske flygtninge fra Haïti bosatte sig der.
Ved plakat af 30. august 1754 blev den handel, som hidtil havde været Vestindisk-guinesisk Kompagnis eneret, åbnet for alle kongens undersåtter i Danmark, Norge og hertugdømmet Slesvig mod betaling af vederlag til kompagniet. Endvidere indførtes der en told på slavehandelen, idet plakaten bestemte, at "Paa Kysten af Guinea betales intet, men ved Ankomsten fra Guinea til St. Thomas, eller St. Croix, betales ved Indgaaende af Slaver paa St. Thomas 8 Rdlr. pr. Hoved, paa St. Croix 4 Rdlr. pr. Hoved, hvilket regnes pr. Piéces des Indes, eller en fuldkommen Mand- eller Qvinde-Slave, og de andre á Proportion."
| Sejladser | Sejladser    | Sejladser     | Sejladser       | Sejladser |
| Periode   | i alt rejser | heraf direkte | heraf i trekant |           |
| --------- | ------------ | ------------- | --------------- | --------- |
| 1671–1696 | 67           | 29            | 38 (57%)        |           |
| 1697–1733 | 53           | 29            | 24 (45%)        |           |
| 1734–1754 | 109          | 84            | 25 (23%)        |           |
| 1755–1782 | 1.385        | 1.317         | 68. ( 5%)       |           |
| 1783–1807 | 1.461        | 1.413         | 48. ( 3%)       |           |
| 1814–1838 | 1.381        | 1.370         | 11. ( 1%)       |           |

Betydningen af handelens frigivelse kan vises på flere måder: for det første skete der en voldsom stigning i antallet af sejladser: hvor dette for årene 1671–1696 var 67, for 1697–1733 var 53 og for 1734–1754 var 109, så voksede det for årene 1755–1782 til 1.385, for 1783–1807 til 1.461 og for 1814–1838 til 1.381. Også selve rejseformen forandredes drastisk: hvor andelen af trekantrejser i årene 1671–1696 udgjorde 57% af alle rejser, i 1697–1733 45% og 1734–1754 23%, så var det i årene 1755–1782 5%, 1783–1807 3% og 1814–1838 1%.
Det er opgjort, at i det første årti efter handelens frigivelse blev omkring 8.600 slaver transporteret fra Afrika til Dansk Vestindien, heraf overlevede omkring 6.700 rejsen. Dette var langt fra nok til at dække efterspørgslen, så mange slaver blev indført fra Nordamerika eller andre øer i Caribien, således var af i alt ca. 1.544 slaver, der kom til Sankt Croix i 1757, kun 576 leveret af danske slaveskibe.
I 1800-tallet faldt den danske sejlads, der dengang i øvrigt også omfattede byen Flensborg, på Dansk Vestindien. Til gengæld voksede andre landes handel på Dansk Vestindien: hvor der i 1820'erne var 980 anløb af danske skibe af i alt 2.809 (svarende til 35%), så var det i 1830'erne 417 af 2.557 (16%) og i 1840'erne 376 af 2.169 (17%).

### Sociale forandringer
| Befolkningsudvikling | Befolkningsudvikling | Befolkningsudvikling | Befolkningsudvikling | Befolkningsudvikling |
| År                   | Sankt Croix          | Sankt Thomas         | Sankt Jan            | I alt indbyggere     |
| -------------------- | -------------------- | -------------------- | -------------------- | -------------------- |
| 1688                 | -                    | 739                  | 0                    | 739                  |
| 1720                 | 0                    | 4.752                | under 500            | ca. 5.000            |
| 1745                 | 2.870                | 3.285                | ?                    | ca. 6.500            |
| 1755                 | 10.200               | 4.412                | 2.243                | 16.875               |
| 1761                 | 15.242               | 4.063                | 2.196                | 21.501               |
| 1773                 | 21.809               | 4.371                | 2.402                | 28.582               |
| 1789                 | 25.377               | 5.266                | 2.883                | 33.026               |
| 1796                 | 28.803               | 5.734                | 2.120                | 36.657               |
| 1815                 | 28.650               | 8.799                | 2.734                | 40.183               |
| 1835                 | 26.681               | 14.022               | 2.475                | 43.178               |
| 1846                 | 24.065               | 13.073               | 2.450                | 39.588               |
| 1850                 | 23.720               | 13.666               | 2.228                | 39.614               |
| 1860                 | 23.194               | 13.463               | 1.574                | 38.231               |
| 1870                 | 22.760               | 14.007               | 1.054                | 37.821               |
| 1880                 | 18.430               | 14.389               | 944                  | 33.763               |
| 1890                 | 19.783               | 12.019               | 984                  | 32.786               |
| 1901                 | 18.590               | 11.012               | 925                  | 30.527               |
| 1911                 | 15.487               | 10.678               | 941                  | 27.086               |
| 1917                 | 14.901               | 10.191               | 959                  | 26.051               |

Antropologen Karen Fog Olwig beskriver i 1983 i en kronik i tidsskriftet Skalk de "Sorte danskere" i Dansk Vestindien: Fra omkring midten af 1700-tallet begyndte der at indtræde sociale forandringer. Tidligere havde samfundet bestået af henholdsvis sorte slaver og "blanke" (det vil sige hvide). Nu opstod der to nye grupper, der var delvist sammenfaldende: mulatter (det vil sige børn af sorte slaver og hvide) samt "frikulørte" (det vil sige sorte, som ikke var slaver). En tysk missionær, som besøgte øerne, beskrev forholdet mellem slaver og slaveejere således: "Slaveejerne i Vestindien har alle rettigheder at behandle deres slaver som de lyster og sælge dem, forære eller testamentere dem bort ligesom andet gods, kun at de ej må tage livet af dem uden lov og dom." Disse ejerrettigheder strakte sig også til seksuel omgang, hvad der førte til fødslen af mulatbørn, som var slaveejerens ejendom og kun blev frie, hvis de blev frikøbt eller frigivet. Dette skete ofte nok til, at der opstod en ny klasse af frikulørte i Vestindien.
Samtidig skete der ifølge historiker Gunvor Simonsen en anden forandring: I 1700-tallet havde slaverne ikke krav på kost og beklædning. I stedet fik de udlagt små jordlodder i de bjergrige egne, som ikke egnede sig til plantagedrift. Her kunne de dyrke egne afgrøder og holde egne husdyr. I begyndelsen kunne disse lodder dårligt nok skaffe dem mere end til dagen og vejen, men de rummede et potentiale til at producere et overskud, som der kunne handles med. I begyndelsen synes denne handel ikke at have tiltrukket sig myndighedernes opmærksomhed, men senere greb man ind med regulering. Omkring 1759 var det praksis, at i hvert fald nogle af slaverne i Dansk Vestindien anvendte både søndagen og det halve af lørdagen til at dyrke deres private jordlodder.
I 1755 ankom en ny generalguvernør til øerne, Christian Leberecht von Pröck, og han havde et nyt slavereglement med sig: "Reglement for Slaverne i America". Dette reglement var et nybrud i forhold til Gardelins slavereglement fra 1733: af reglementets 45 artikler rummede omkring en tredjedel bestemmelser, der havde til formål at sikre slavernes rettigheder og yde dem beskyttelse mod overdreven udnyttelse og overgreb. I 1747 udstedte guvernør Jens Hansen en plakat, der fastslog, at frie sorte kun måtte bosætte sig i bestemte dele af byerne, der skulle fastlægges af overlandmåleren. I 1756 blev det tilladt plantageslaver at komme til byen om søndagen for at sælge de afgrøder, de selv havde dyrket. Bestemmelsen fastslog dog, at de skulle være ude af byen igen inden kl. 20.00, og forbuddet mod salg efter dette tidspunkt omfattede også byens slaver og frie sorte. Ifølge Hans West, rektor for skolen i Christianssted, kom "nogle hundrede Plantage-Negre paa Søndags Torvet, hvor de faldbyde deres smaa Producter." I 1767 fandt man det dog nødvendigt at præcisere, at det ikke var tilladt slaver at sælge bomuld, sukker og rom, og i 1781 forbød man tillige salg af kød.
Det hændte, at slaver forsøgte at flygte fra plantagerne, i samtiden kaldet at "løbe maron". I første halvdel af 1700-tallet synes en sådan flugt på Sankt Croix fortrinsvis at være sket til bjergene på øens nordøstside, der ligefrem blev kaldt "Maroon Hill". I en plakat fra 1775 tales der derimod om, at "her paa Landet værende Maron Neegere, som tilhører en eller anden udi Landet boende Planter [plantageejer] og her i Byen opholde sig, for ved daglige at søge deres Underholdning, hvorved slige søge Leilighed at blive bekindte i Huusene og i særdeeleshed Kiøbmændenes Pak-Kieldrer", med andre ord: flygtede slaver søgte i stigende grad til byerne for at gemme sig og søge arbejde. I en plakat fra 1803 tales om, at "Plantagenegere bortløbe fra deres Eiere, og søge deres Underhold i Byerne, hvor ingen saa let kiender, eller kan udfinde dem".

### Britisk besættelse
Fra slutningen af 1700-tallet bragte øget handel stor velstand til Danmark-Norge. Den dansk-norske handelsflåde, som havde nydt godt af landets neutralitet i forbindelse med krigene i Europa, var beskyttet af flåden. Men alligevel blev de neutrale dansk-norske skibe generet af krigsførende nationer til søs. Desuden var der en strid, om hvilke varer neutrale lande kunne sælge til krigsførende nationer. De stadige problemer førte til, at Danmark-Norge stiftede et neutralitetsforbund med Rusland, Sverige og Preussen. Dette forbund beskyttede handelsflåden ved at lade den sejle i konvoj. Storbritannien, som var den ledende sømagt, følte dette som en trussel. 
Som følge af den tilspidsede situation mellem Danmark og Storbritannien besluttede Storbritannien i januar 1801 at indføre en embargo mod Dansk Vestindien, og ved udgangen af februar gik der rygter i Dansk Vestindien om, at Storbritannien var i gang med at samle en hær– og flådestyrke med den hensigt at besætte øerne. På baggrund af disse rygter besluttede generalguvernør Wilhelm Anton Lindemann at udsende to skibe fra Christiansted på Skt. Croix den 3. marts 1801. Skibene, briggen Lougen og skonnerten Den Aarvagne, sejlede nordover mod Skt. Thomas for at spejde efter britiske skibe. Om eftermiddagen samme dag nærmede Lougen sig skæret Fugleklippen lige vest for Skt. Thomas og fik to britiske skibe, fregatten The Arab og kaperbåden Experiment, i sigte. The Arab kom sejlende mod Lougen og affyrede uden forvarsel tre skarpe skud mod skibet. Kaptajnen på Lougen, kaptajnløjtnant Carl Vilhelm Jessen, råbte over til The Arab for at finde ud af, hvorfor man skød mod ham, men fik intet svar. Han besluttede derfor at affyre et skarpskud under The Arabs flag, hvilket resulterede i, at britene affyrede en hel bredside tilbage. 
Jessen signalerede til Den Aarvagnes kaptajn om at returnere til Christiansted for at underrette generalguvernøren om kamphandlingen. Experiment bistod The Arab i træfningen og Lougen kom dermed i krydsild. Lougen satte under kamphandlingerne kursen mod Charlotte Amalie på Skt. Thomas, for at få bistand fra kanonerne på Fort Christian. Fortets kanoner gjorde betydelig skade på de britiske skibe, som returnerede til Tortola. Slaget ved Fugleklippen var ovre efter en times kamphandlinger.
Den 28. marts 1801 ankom en britisk flåde på tre linjeskibe, seks fregatter samt 20 armerede fartøjer og transportskibe til Skt. Thomas. Flåden, som var under kommando af den britiske admiral Duckworth, ankom sammen med 4.000 soldater under kommando af general Trigge. Øens guvernør, Casimir Wilhelm von Scholten, overgav sig uden kamp, og briggen Lougen, som tidligere på måneden var kommet vel ud af slaget ved Fugleklippen, faldt i britiske hænder. Tre dage senere måtte også generalguvernør Wilhelm Lindemann overgive sig på Skt. Croix. To dage efter at Christian 7. havde tabt sin kronkoloni til briterne, indledte den britiske marine Slaget på Reden i København.
Efter 11 måneders besættelse havde situationen i Europa ændret sig. Storbritannien og Frankrig havde sluttet fred og kontrollen over Dansk Vestindien blev tilbagegivet til Danmark den 16. februar 1802.[kilde mangler]
Den 9. juli 1807 indgik Alexander 1. af Rusland en alliance med sin tidligere fjende Napoleon 1. af Frankrig. De indgik ligeledes en hemmelig aftale om at tvinge Sverige og Danmark-Norge til at lukke deres havne for britiske skibe, samt at tvinge disse lande ind i det fransk-russiske forbund. Briterne fik kendskab til aftalen og sendte derfor en flåde mod København for at forsøge at overtale Danmark til at indgå et forbund med Storbritannien. Den danske regering nægtede at godtage en sådan aftale, hvilket resulterede i briternes bombardement af København den 2. september 1807. Efter flere dages bombardement besluttede den danske general Ernst Peymann at overgive både København by og flåden til den engelske admiral James Gambier. Briterne besatte Dansk Vestindien i december samme år, en besættelse, som først blev afsluttet 20. november 1815 efter freden i Kiel.[kilde mangler]
Begge besættelser i begyndelsen af 1800-tallet medførte ingen store ændringer for befolkningen i Dansk Vestindien, da briterne ikke ændrede på regler eller samfundsopbygning. De eneste, som blev påvirket, var generalguvernøren, tolderne og militært personel, som enten blev skiftet ud eller afvæbnet. Plantageejerne kunne uforstyrret dyrke og sælge sukker, men under den engelske besættelse måtte varerne sælges til England og ikke Danmark.[kilde mangler]

### Slaveri
| Antal slaver i Dansk Vestindien | Antal slaver i Dansk Vestindien | Antal slaver i Dansk Vestindien | Antal slaver i Dansk Vestindien | Antal slaver i Dansk Vestindien |
| År                              | Sankt Croix                     | Sankt Thomas                    | Sankt Jan                       | I alt slaver                    |
| ------------------------------- | ------------------------------- | ------------------------------- | ------------------------------- | ------------------------------- |
| 1688                            | -                               | 422                             | 0                               | 422                             |
| 1720                            | 0                               | 4.187                           | 100-200                         | ca. 4.300                       |
| 1742                            | 1.906                           | ca. 3.000                       | ?                               | ?                               |
| 1755                            | 8.897                           | 3.949                           | 2.031                           | 14.877                          |
| 1761                            | 13.489                          | 3.632                           | 2.020                           | 19.141                          |
| 1773                            | 21.698                          | 3.980                           | 2.293                           | 27.971                          |
| 1791                            | 21.549                          | 4.214                           | 1.845                           | 27.608                          |
| 1802                            | 27.006                          | 5.737                           | 2.492                           | 35.235                          |
| 1815                            | 24.339                          | 4.848                           | 2.445                           | 31.632                          |
| 1826                            | 21.356                          | 4.548                           | 2.206                           | 28.110                          |
| 1835                            | 19.876                          | 5.032                           | 1.971                           | 26.879                          |
| 1846                            | 16.706                          | 3.494                           | 1.790                           | 21.990                          |

Produktionen på øerne øgedes, og de små familiebrug voksede til større plantager. Den øgede produktion gjorde det nødvendigt at skaffe mere arbejdskraft. Både Skt. Thomas og Skt. Jan var ubeboede ved koloniseringens start, så arbejdskraft måtte hentes udefra. Forsøget med at bruge indianere fra det amerikanske fastland var ikke vellykket, og man forsøgte at få unge danskere til at emigrere til Skt. Thomas. Få ønskede dog at rejse til Vestindien af fri vilje, da mange havde hørt historier om både selve overfarten og de sygdomme, man kunne rammes af. Rekrutteringen blev flyttet til fængslerne, hvor fanger med lange fængselsstraffe eller dødsdomme blev lovet frihed efter seks års arbejde på en plantage. Få af dem, som indgik aftalen, overlevede seksårsperioden. Kompagniledelsen indså, hvilke indtjeningsmuligheder der lå i trekantshandelen, og byggede et par slaveforter langs Guineabugten, hvor Fort Christiansborg fra 1661 uden for dagens Accra var det største. Kompagniet vendte dermed blikket mod slaver fra Guinea i Afrika, og i 1673 kom den første forsendelse af afrikanske slaver. Kompagniet købte slaverne af lokale høvdinge, som havde fanget disse i stammekrige. I bytte mod rom, våben, krudt og klæder fik kompagniet slaver, elfenben og guld.
Antallet af slaver øgedes hurtigt, fra 175 slaver i 1679 til 333 seks år senere. Selv med denne store vækst var der stadig mangel på arbejdskraft, og kompagniledelsen ønskede flere slaver. Skulle tilførslen af slaver blive for stor, kunne de altid afhændes på de omkringliggende øer. Men kompagniets dårlige økonomi førte til, at for få slaveskibe blev sendt fra Afrika i forhold til plantageejernes behov. For at løse problemet henvendte kompagniledelsen sig til kurfyrsten af Brandenburg, som havde store interesser i slavehandel, og tilbød ham at bruge Skt. Thomas som handelssted for de slaver, som blev hentet fra Guinea. Til gengæld skulle Vestindisk-guineisk Kompagni have 1% af slaverne, som blev indført til øerne, og 2% af slaverne, som blev videresolgt. Brandenburgerne var "tætpakkere" af slaver på skibene, og fra 1690 til 1698 blev der sendt 32 slaveskibe fra Afrika, ofte med op til 500 slaver om bord på hvert skib. Skt. Thomas blev en af de vigtigste handelssteder for international menneskehandel, hvor hovedparten af slaverne blev solgt til de omkringliggende øer. I 1691 var antallet af slaver steget til 751, mens antallet af hvide udgjorde 385. Da brandenburgerne indstillede deres virksomhed, var der 1317 slaver på Skt. Thomas.
I 1725 tillod kompagniet for første gang private slavehandlere at indføre slaver til Dansk Vestindien. Denne tilladelse blev givet efter britisk model og skulle øge tilførslen af slaver. Tilvæksten med Skt. Croix i 1733 blev ledsaget af en økonomisk omlægning – øerne gik fra hovedvægt på bomuld til mere plantagedyrkning af sukker. Det viste sig at være vanskeligt at få flere danskere til at indvandre, så øen blev i stor grad befolket af udvandrede britiske katolikker, som kom via Montserrat. Desuden blev tilførslen af slaver øget, ikke mindst gennem spanske, private slavehandlere.
Slaverne boede under dårlige forhold, blev tvunget til hårdt arbejde og var næsten uden rettigheder. Slaveejerne kunne behandle slaverne stort set som de ønskede, men slaverne var også en kostbar investering, som ikke måtte gå til grunde. Faren for oprør var altid til stede, og et par oprør fandt sted i Dansk Vestindien. 
Fra 1778 til 1789 sejlede samlet 50 danske skibe i alt 17.113 slaver fra Afrika til Vestindien, hvoraf 6.229 til de dansk-vestindiske øer. I 1791 var der 27.608 slaver i Dansk Vestindien, men de officielle tal for antallet af slaver er sandsynligvis for lave. Plantageejerne måtte betale en fast skat pr. slave, og de officielle tal er hentet fra skattelisterne. Guvernør Erich Bredal (1716–1724) klagede over mange skattesnydere, som skjulte slaverne i skoven, når der var slavetælling.
Totalt blev der 1672–1803 sendt ca. 100.000 slaver fra Afrika til de danske øer i Vestindien, hvoraf ca. 55.000 udskibedes fra de danske forter i Afrika. Resten leveredes af fremmede nationer. Plantageejerne tjente store formuer på denne tid. Schimmelmann-familien stod i en særstilling, og blev i 1700-tallet Danmarks rigeste familie på grund af sukkerhandelen fra Vestindien. Familien dominerede det økonomiske liv i Danmark – Heinrich Schimmelmann var finansminister i Danmark-Norge 1768–1782, og hans søn Ernst Schimmelmann fra 1784.
Import af slaver blev forbudt i 1792 med virkning fra 1803, og da havde plantageejerne efter en intensivering af slaveimporten i overgangstiden fået tilstrækkeligt med arbejdskraft til, at slavebefolkningen kunne reproducere sig selv. Slaveriet blev afskaffet i 1848, 45 år efter forbuddets ikrafttræden, af guvernør Peter von Scholten i forbindelse med et slaveoprør i Frederiksted på Skt. Croix.

#### Slaveskibe
Det vides ikke hvilket, der var det første danske slaveskib, men det første kendte var skibet Den forgyldte Ørn, ejet af generaladmiral Cort Adeler, som 1673-75 fik to søpas for rejser til Guineakysten og derfra videre til Vestindien med slaver. I de følgende år fulgte flere skibe, således Friederich (norsk), Københavns Børs, Holger Danske, Christian V, Spera Mundi, Jomfru Margrethe, Nordstjernen, Fortuna og Holsten. For perioden fra 1660 til 1699 kendes i alt omkring 30 danske skibe, som fragtede i alt omkring 6.000 slaver til Vestindien. Fra 1700 til 1734 fragtede kun 17 skibe omkring 5.000 slaver til Vestindien. Dertil kommer dog såkaldte "interlopers", det vil sige udenlandske skibe, der opererede ulovligt. Af de omkring 11.000 slaver døde omkring en fjerdedel under rejsen, svarende til et tab på ca. 110.000 rigsdaler. Yderligere tab skyldtes forlis. Af Vestindisk-guineisk Kompagnis tyve skibe forliste Gyldenløve i 1702, Cron Printzen i 1706 Christian V og Frederik IV i 1710, Christiansfort i 1713, Jomfru Alette i 1717, Salvator Mundi i 1729 og Christiansborg i 1730. Følgen af tab og forlis men også lavere priser gjorde, at slavehandelen var en tabsgivende forretning, og kompagniet var mest stemt for helt at opgive den og samle kræfterne om sukkerhandelen. Trods beslutning om at fortsætte og en investering på ekstra 200.000 rigsdaler i slavehandelen, blev situationen ikke bedre, og i 1733 havde kompagniet et nettotab på 339.138 rigsdaler. Da endnu et skib gav underskud i 1734, besluttede et flertal af aktionærer at opgive yderligere slavehandel.

#### Slaver som ejendom
| Hvide og slaver | Hvide og slaver | Hvide og slaver | Hvide og slaver |
| År              | Hvide           | Slaver          | Frikøbte        |
| --------------- | --------------- | --------------- | --------------- |
| 1679            | 156             | 175             | 12              |
| 1688            | 148             | 422             | 74              |
| 1733            | 208             | 1.087           | 120             |
| 1764            | 1.200           | 9.000           | 200             |
| 1791            | 2.600           | 27.608          | 2.854           |
| 1800            | 3.500           | 35.000          | 10.000          |
| 1830            | 3.700           | 26.000          | 13.000          |

Love og regler i Dansk Vestindien tog udgangspunkt i Danmarks love, men blev tilpasset de lokale forhold. For eksempel regulerede dansk ejendomsret kun emner som dyr, land og bygninger, og ikke slaver. Slaver blev, til at begynde med, reguleret som almindelig ejendom, og dermed var der ikke behov for egne regler. Slaver blev opført i regnskabet sammen med dyr og redskaber. Slaverne selv havde officielt ingen ejendomsret før end i 1840, otte år før slavefrigivelsen. 
I 1733 blev der lavet et reglement, som tog hensyn til, at slaver, i modsætning til anden ejendom, har deres egen vilje og dermed kan opføre sig uhensigtsmæssigt eller være ulydige. Ifølge reglementet skulle slaven straffes af myndighederne, men mange ejere straffede slaverne på egen hånd. Myndighederne greb først ind, hvis slaverne blev straffet for hårdt eller ikke fik nok mad, i frygt for, at slaverne ville gøre oprør, hvis de blev behandlet for dårligt. I 1755 udstedte Frederik 5. et nyt reglement, hvor slaverne blev sikret retten til ikke at blive skilt fra deres børn og retten til støtte under sygdom og alderdom. Men koloniledelsen havde tilladelse til at tilpasse love og regler efter lokale forhold, og dermed blev reglementet aldrig offentliggjort, med den begrundelse, at det havde flere ulemper end fordele. Ifølge en datidig opgørelse boede der i 1791: på Sankt Croix 1.946 blanke, 926 frie negre, 21.546 slaver, i alt 24.418 indbyggere, på Sankt Thomas 518 blanke, 201 frie negre, 4.222 slaver, i alt 4.941 indbyggere, på Sankt Jan 166 blanke, 15 frie negre, 1.886 slaver, i alt 2.067 indbyggere, det vil sige samlet 2.630 blanke, 1.142 frie negre, 27.654 slaver, totalt 31.426 indbyggere.
Frigivelsen af slaverne i 1848 udløste krav fra plantageejerne over for den danske stat om fuld erstatning, med den begrundelse, at deres ejendomsret var krænket ved, at værdien af slaverne var tabt, og at man i fremtiden måtte betale for arbejdskraften. Den danske stat indrømmede dem en erstatning på 50 dollar pr. slave og anerkendte dermed, at slavefrigivelsen havde medført et økonomisk tab for ejerne. Men slavernes hverdag blev ikke ændret i betydelig grad. De måtte have et job og vendte tilbage til den plantage, hvor de blev tilbudt etårskontrakter, en lille hytte, lidt jord og nogle penge. Som ansatte var de tidligere slavers alderdom ikke plantageejernes ansvar. Slaverne havde kun lov til at skifte job en gang om året, 1. oktober, en dag som blev omtalt som skiftedagen.

#### Oprør på Skt. Jan 1733
I 1733 var øerne Skt. Thomas og Skt. Jan begge opdyrkede og var veletablerede slavesamfund. Ifølge officielle statistikker var 80% af befolkningen slaver, men sandsynligvis var andelen højere, da antallet af slaver blev beskattet og der derfor blev gemt slaver ved optællinger. De hvide var bekymrede over det skæve styrkeforhold, og for at afskrække slaverne fra at gøre oprør blev der i 1733 indført et reglement, som beskrev, hvordan slaverne ville blive straffet, hvis de brød lovene. Reglementet, der blev omtalt som Gardelins reglement (efter guvernør Philip Gardelin), var detaljeret og strengt. Deltagelse i oprør blev straffet med henrettelse, og mindre forbrydelser som maron (rømning fra plantagen) og tyveri blev straffet med brændemærkning i panden, amputation af kropsdele eller piskeslag. Sorte skulle vige for "Blanke" på gaden. Hekseri og "Dands, Fest, Spil og deslige" blev forbudt, og ingen måtte i byen bære bangala (stok) eller kniv.
I 1690 havde der været et slaveoprør på Jamaica, og der var en frygt for, at oprøret skulle sprede sig til andre øer, også til Dansk Vestindien. 43 år senere, i 1733, udbrød der et slaveoprør på Skt. Jan. I efteråret 1725 var øerne blevet ramt af en orkan, hvor store dele af afgrøderne blev ødelagt, og konsekvenserne blev sult og død blandt slaverne. I 1733 blev øerne på ny ramt af en orkan og tørke. Slaverne frygtede en gentagelse af forholdene i 1725. Nogle slaver forsøgte at rømme fra øen, og andre samlede sig i november til et angreb mod fortet på Skt. Jan. Ifølge en kilde fra 1855 var en række slaver blevet sat til at samle og bære brænde til øens lille fort med en besætning bestående af en løjtnant, en sergent og 8 soldater. Imidlertid havde slaverne skjult økser og knive i brændeknipperne, og på et aftalt signal angreb de soldaterne, hvoraf 7 blev hugget ned. Ved en regulær massakre på de hvide plantageejere, deres familier og børn overtog slaverne kontrollen over Skt. Jan. Landfoged Soetmanns hoved blev hugget af og sat på en stage. Det lykkedes enkelte af plantageejerne at forskanse sig på en plantage ved kysten, hvorfra de kunne flygte over til Skt. Thomas. Slaverne holdt Skt. Jan i otte måneder, indtil Danmark til slut fik hjælp af Frankrig, som tidligere samme år havde solgt Skt. Croix til danskerne. Ifølge samme kilde sendte guvernøren på Martinique en hjælpestyrke så det lykkedes at trænge oprørerne østpå, ud til havet ved Brimsbay, hvor de blev omringet. I stedet for at overgive sig, begik oprørerne selvmord. I alt omkring 300 lig blev efterfølgende konstateret.

#### Stop for slavehandel 1792
Internt i Vestindisk-guineisk Kompagni var der med jævne mellemrum kritiske røster mod slaveriet. Argumentet var, at handelen økonomisk set var ulønsom. Kompagniets regnskabsfører fra 1708, Frederik Holmsted, var den første, som fremførte dette synspunkt internt i administrationen, men han havde ikke gennemslagskraft. Trods prisstigning på slaver i Afrika forblev handelen dog lønsom ifølge historikeren Hugh Thomas (1931–2017).
Der blev ved nytår 1792 nedsat en slavehandelskommission, som konkluderede, at slavehandelen burde ophøre fra 1803. På dette tidspunkt var lønsomheden allerede meget lav, selv om plantagerne i Vestindien i sig selv var lukrative. Kommissionen afgav sin indstilling til finansminister Ernst Schimmelmann, som til trods for, at han ejede fire sukkerplantager på Skt. Croix, ifølge historikeren Hugh Thomas var en liberal og fremsynet politiker. Ikke mindst var han direkte påvirket af abolitionisterne i England.
I 1792 var Danmark-Norge den første europæiske slavehandlende stat, som besluttede at ophæve sin slavehandel fra Afrika til Vestindien. Den kongelige forordning blev udstedt den 16. marts 1792, men trådte ikke i kraft før ti år senere, 1. januar 1803. Det var kun køb af nye slaver fra Afrika, som blev forbudt. Slaveri og intern handel i Dansk Vestindien var fortsat tilladt, og specielt Skt. Thomas var fortsat en vigtig transithavn for slaver til Puerto Rico, ikke mindst via spanske slavehandlere. Danske skibe fragtede desuden selv over 12.000 slaver til Cuba mellem 1790 og 1807.

#### Oprør og frigivelse 1848
Frederiksted på Skt. Croix blev skueplads for en vigtig begivenhed i Dansk Vestindiens historie. Den danske konge havde foreslået en gradvis frigivelse over 12 år. Slaverne var imidlertid ikke tilfredse med dette, og under ledelse af den tidligere slave og håndværker Gottlieb Bordeaux, også kendt som "General Buddo", marcherede 8.000 slaver mod Frederiksted med et krav om øjeblikkelig frigivelse. Slaverne truede med at gøre oprør og sætte ild til hele byen. Guvernør Peter von Scholten, der var klar over truslen, læste fra Fort Frederik:

- Alle Ufrie paa de dansk-vestindiske Øer ere fra Dags Dato frigivne.
- Negerne paa Plantagerne beholde i 3 Maaneder fra Dato Brugen af de Huse og Provisionsgrunde, hvoraf de nu ere i Besiddelse.
- Arbejde betales for Fremtiden efter Overenskomst, hvorimod Allowance [betaling in natura] ophører.
- Underholdningen af Gamle og Svage, som ere ude af Stand til at arbeide, afholdes, indtil nærmere Bestemmelse, af deres Eiere.

Den danske slavefrigivelse fandt således sted 14 år efter briternes forbud mod slaveri i 1834 i hele det britiske imperium, herunder de Britiske Jomfruøer, som lå få kilometer fra de daværende danskvestindiske øer (øen Tortola). At Danmark var det første land som frigav slaverne, opfattes derfor af nogle som ukorrekt. Afskaffelsen af slaveriet førte ikke til bedre kår for slaverne. Tidligere havde en slaveejer en vis interesse i at holde slaverne i live, men den dag slaverne blev deres ansatte, havde slaveejeren ikke længere denne interesse.

#### Oprør 1878
Hændelsen i 1848 blev starten på en række problemer for kolonimagten og plantageejerne, specielt på Skt. Croix, hvor der var flest plantager. 30 år senere, i 1878, gjorde de frigivne slaver oprør i Frederiksted på grund af manglende reformer efter slaveriets ophør. Varehuse, pakhuse og butikker blev plyndret og sat i brand. Militære styrker fra Christiansted kom til Frederiksted for at drive oprørerne ud af byen. Oprøret, som fortsatte i fem dage, flyttede sig gradvis ud på landet, hvor der blev sat ild på sukkerraffinaderier og en række godser. Begivenheden gik over i historien som Den store ildebrand i Frederiksted. 

### Politisk selvstyre 1863
Ifølge udgaven fra 1916 af Salmonsens Konversationsleksikon, hvis tekst er let omskrevet i det følgende, var øerne indtil 1863 så godt som uden politisk selvstyre, idet de regeredes enevældigt fra Danmark gennem en udsendt guvernør. Ved koloniallov af 26. marts 1852 oprettedes der ganske vist et kolonialråd for øerne, men det fik kun en rådgivende myndighed i lovgivningsanliggender. Ved koloniallov af 27. november 1863, senere opdateret ved koloniallov af 6. april 1906, oprettedes der derimod to kolonialråd, et for Sankt Croix og et for Sankt Thomas og Sankt Jan, og disse råd fik nu en egen lovgivende myndighed sammen med kongen i særlige vestindiske anliggender. Selv om nemlig lovgivningsmyndigheden i alle anliggender vedrørende øerne lå hos kongerigets lovgivningsmagt, det vil sige kongen og rigsdagen i forening, kunne der også gives love i form af anordninger af kongen og vedkommende kolonialråd i forening, dog kun angående de anliggender, der udelukkende vedrørte forholdene inden for øernes grænser. Disse anordninger skulle dog altid fremlægges for den nærmest derefter følgende rigsdag. Endvidere kunne guvernøren i påtrængende tilfælde udstede foreløbige love og foreløbigt stadfæste de af vedkommende kolonialråd vedtagne anordninger. Kolonialrådene bestod dels af folke-, dels af kongevalgte medlemmer - det for Sankt Croix af 13 folke- og 5 kongevalgte, det for Sankt Thomas og Sankt Jan af 11 folke- og 4 kongevalgte medlemmer. Valgretten var ret indskrænket, idet der krævedes besiddelse af fast ejendom af en vis lejeværdi eller en ren årlig indkomst af 1.500 franc, hvad der faktisk udelukkede hovedmassen af befolkningen, de sorte, fra valgret, idet fx 1901 af Sankt Croix’ 18.590 indbyggere kun 400 havde over 1.500 franc. Derimod var indfødsret ikke nogen absolut betingelse for valgret, kun for valgbarhed.
Øernes øverste forvaltning lå hos kongen og vedkommende fagminister, således i 1916 finansministeren, under hvem de vestindiske sager sorterede under en særlig afdeling, Centralbestyrelsen for de dansk-vestindiske Øer. Regeringsmyndigheden på øerne udøvedes derimod af den af kongen udnævnte guvernør under finansministerens ledelse. Guvernøren indkaldte og sluttede kolonialrådene og kunne udsætte og opløse dem, han kunne møde eller lade møde i rådene og forelægge forslag og forhandle med dem. Han var overøvrighed i begge øernes overøvrighedskredse, der faldt sammen med kolonialrådenes myndighedsområde. Han var øverste chef for den væbnede magt på øerne og havde i nødstilfælde ret til på sit ansvar at erklære øerne helt eller til dels i belejringstilstand og at udøve uindskrænket myndighed.
Den dømmende magt lå i første instans hos de lokale underdomstole, i anden instans hos landsoverretten (Østre Landsret) i København, i henhold til lov af 22. marts 1907, og i sidste instans hos kongerigets højesteret.
Der fandtes et hvervet gendarmerikorps på øerne, bestående af 10 befalingsmænd og 120 menige; tillige fandtes der to ordenskorps bestående af øernes værnepligtige mænd, tilsammen tællende en styrke af 170 mand.

### Religion
| Religioner i Dansk Vestindien | Religioner i Dansk Vestindien | Religioner i Dansk Vestindien | Religioner i Dansk Vestindien | Religioner i Dansk Vestindien |
| Trosretning                   | Sankt Croix                   | Sankt Thomas                  | Sankt Jan                     | Øerne i alt                   |
| ----------------------------- | ----------------------------- | ----------------------------- | ----------------------------- | ----------------------------- |
| Lutheranere                   | 4.016                         | 2.281                         | 99                            | 6.396                         |
| Katolikker                    | 6.653                         | 5.340                         | 44                            | 12.037                        |
| Brødremenigheden              | 5.669                         | 2.537                         | 1.982                         | 10.138                        |
| Anglikanere                   | 7.219                         | 2.189                         | 90                            | 9.498                         |
| Hollandsk reformerte          | 28                            | 711                           | 25                            | 764                           |
| Jøder                         | 27                            | 377                           | 3                             | 407                           |
| Presbyterianere               | 24                            | 104                           | -                             | 128                           |
| Metodister                    | -                             | 59                            | 21                            | 80                            |
| Svedenborgere                 | 7                             | -                             | -                             | 7                             |
| Kvækere                       | 1                             | 1                             | -                             | 2                             |
| Unitarere                     | -                             | 2                             | -                             | 2                             |
| Udøbte                        | 76                            | 65                            | 14                            | 155                           |
| I alt                         | 28.720                        | 13.666                        | 2.228                         | 39.614                        |

Dansk Vestindien var præget af mange forskellige folkeslag, som hver havde sin tradition og religion. Først og fremmest blev der blandt den afrocaribiske befolkning praktiseret mange forskellige afrikanske religioner. At der var et aktivt religiøst liv med rødder i Afrika vidner mange kilder om, men da de allerfleste kilder er skrevet af europæere, som hverken forstod indholdet eller nuancerne i afrikanerenes religioner, kan det være svært at få indtryk af forskellighederne. Efterhånden som afrikanere i slaveri og deres efterkommere udviklede en blandet kreolsk kultur, blandedes også religiøse forestillinger, men i de første generationer levede specifikke religioner formodentlig videre i Vestindien, da grupper af afrikanere med samme oprindelsessted i Afrika holdt sammen socialt og kulturelt. Afrikanske religioner var i 1700-tallet egentlig ikke undertrykt, snarere mødt med ligegyldighed fra de fleste europæeres side (med undtagelse af missionærer og deres støtter), bortset fra de dele af religionerne, som europæerne opfattede som skadende – især trolddom, der havde til hensigt at gøre fortræd. Fra Brødremenigheden i 1732 påbegyndte en missionsvirksomhed, voksede andelen af kristne sorte støt, men ikke før midten af 1800-tallet kan man tale om en gennemgående kristen befolkning i kolonien, og selv da levede afrikanske forestillingsverdener videre i, hvad man kan kalde folketro – trolddom, sagn og fortællinger.[kilde mangler]
Også blandt europæere var der i Dansk Vestindien et særligt varieret religiøst landskab. Religion havde i 1700–1800-tallet stor indflydelse på menneskers liv, og i de europæiske lande var der ikke religionsfrihed. Kongen og kirken arbejdede tæt sammen om at opretholde lov og orden. Kirken havde ansvaret for folkets moralske opdragelse, og kongen styrede den civile orden. Der blev ikke indført religionsfrihed i Danmark før i 1849, men i Dansk Vestindien var der blevet praktiseret noget nær religionsfrihed siden etableringen af kolonien. Religionsfriheden var af danske myndigheder knyttet til et krav om, at alle måtte respektere de danske helligdage. Ligeledes skulle katolikker i begyndelsen også nøjes med at holde gudstjenester i deres private hjem.[kilde mangler]
Trossamfund som den franske og den nederlandske reformerte kirke, lutheranere, brødremenigheden, anglikanere, katolikker og jøder levede side om side i Dansk Vestindien uden problemer, i modsætning til de religiøse stridigheder i Europa. I dag er der 150trosretninger på øerne og ca.300 kirker.
Jøder begyndte at etablere sig i kolonien allerede fra starten, og i 1796 blev den første synagoge etableret på Sankt Thomas. Da den jødiske koloni kulminerede i midten af det 19.århundrede, udgjorde jøder næsten halvdelen af den hvide befolkning. En af de første guvernører, Gabriel Milan, var en sefardisk jøde.
En opgørelse over befolkningen efter trosretning i 1850 viser, at katolikker udgjorde den største gruppe efterfulgt af Brødremenigheden, anglikanere og lutheranere. Brødremenigheden var helt dominerende på Sankt Jan, katolikker var i overtal på Sankt Thomas, mens fordelingen på Sankt Croix var mere jævn blandt de dominerende trosretninger.

#### Herrnhuter
Da Christian VI blev kronet i 1731, var grev Zinzendorf fra Herrnhut en af gæsterne. Både kongen, dronning Sophie Magdalene og Zinzendorff var pietister. Under sit ophold i Danmark mødte Zinzendorff også Anton, en slave fra Sankt Thomas i huset hos grev Danneskjold-Laurvig. Anton fortalte om forholdene på Sankt Thomas og sin familie, der var uvidende om kristendommen. Zinzendorff besluttede at søge om, og fik, kongens støtte til at igangsætte en missionsvirksomhed i Dansk Vestindien. I 1732 rejste to missionærer fra den Herrnhutiske Brødremenighed, begge håndværkere, afsted. De ankom til Sankt Thomas den 13. december 1732.
Brødrene var helt uforberedte på livet på øen. De kunne ikke tale med indbyggerne og havde intet sted at bo. Imidlertid var en plantageejer, Lorenz Carstens, blevet forhåndsorienteret om deres ankomst og gav dem et tomt hus i Charlotte Amalie at bo i. Brødrene opsøgte Antons familie og gav dem en hilsen fra Anton. Derefter gik de i gang med deres kristendomsundervisning. Plantageejerne var egentlig imod, men med kongens støtte i ryggen kunne de to missionærer udføre deres gerning. Efterhånden lærte de kreolsk, og fra 1739 begyndte de at undervise på dette sprog. Flere missionærer fulgte efter, men nogle af dem døde efter kortere eller længere ophold. I begyndelsen blev møderne holdt på plantager, men efterhånden blev der indrettet missionsstationer og missionsskoler. Undervisningen omfattede både kristendom og at lære at læse. Flere og flere slaver modtog undervisning, og mange blev døbt. Arbejdet blev organiseret således, at de kvindelige missionærer underviste kvinder og de mandlige mænd. Efterhånden fik missionærerne også skabt et kreolsk skriftsprog. Der blev i årene 1732-1760 døbt 1.978 slaver, heraf 1.249 på Sankt Thomas, 567 på Sankt Croix og 162 på Sankt Jan. I løbet af de første 50 år blev der i alt døbt 8.833 voksne og 2.974 børn.
Undervisningen fik også en videre betydning: Cornelius, en slave fra Sankt Thomas, lærte at læse og skrive kreolsk, hollandsk, dansk, tysk og engelsk. I 1787 skrev han til Schimmelmann og bad om lov til at købe sin datterdatter fri. Cornelius var en dygtig murermester, lærer og prædikant i brødremenigheden, og han købte sig selv, sin kone og sine børn fri for slaveri. Han hjalp med at bygge seks missionsstationer.

#### Den lutherske kirke
Efter staten havde overtaget de vestindiske øer, blev det besluttet, at der skulle udsendes lutherske missionærer. I 1756–57 blev der udsendt 10 missionærer. I begyndelsen stod de overfor lignende problemer som tidligere herrnhuterne: de måtte først lære kreolsk. De udarbejdede oversættelser af religiøs litteratur og undervisningsmateriale, som blev trykt i København i 1770, og i 1771 gik man over til at undervise på kreolsk. Takket være oversættelserne af kristen litteratur var der flere slaver i Dansk Vestindien end andre steder, som lærte at læse og skrive på deres eget sprog.
I 1787 blev det ved lov af 21. december fastslået, at der skulle indføres offentlig skolegang i Vestindien. En instruks af 15. januar 1788 fastslog, at læsning og udenadslære skulle være hovedfag. Læren skulle være tålmodig og følge eleverne. Der skulle undervises i Luthers lille Katekismus, og indholdet skulle forklares på en måde, børnene forstod. I 1789 var der oprettet fire offentlige skoler, nemlig en på Sankt Thomas og tre på Sankt Croix, heraf to i Christianssted og en i Frederikssted. I de følgende år blev der oprettet yderligere 5 skoler. Efter den engelske besættelse af øerne i 1801 og 1807-15 blev engelsk fremherskende på bekostning af kreolsk. Senere, den 22. november 1834, blev der vedtaget en lov, der indeholdt en løfteparagraf om fremtidig skolegang for slavebørn, og den 4. juni 1839 blev der vedtaget en ny lov, som sikrede oprettelse af landskoler: 8 på Sankt Croix, 5 på Sankt Thomas og 4 på Sankt Jan. Denne landskoleordning var enestående, da Dansk Vestindien var det eneste sted, hvor offentlig, obligatorisk skolegang for slavebørn blev indført.

### Militær
Som det meste andet i Dansk Vestindien i tiden med Vestindisk-guineisk Kompagnis styre var også militæret underlagt kompagniet. Ved statens overtagelse i 1755 blev øernes hærstyrke underlagt Krigskancelliet, men forblev et særskilt korps uden for den almindelige danske forsvarsorganisation.
I 1763 blev der gennemført en forsvarsreform i Danmark, og hærstyrken i Dansk Vestindien blev underlagt Vestindisk-guineisk Rente- samt Generaltoldkammer og fra 1805 direkte underlagt kronprins Frederik. Efter 1848 blev alle vestindiske militærspørgsmål afgjort af Krigsministeriet og koloniens Centralbestyrelse.
Antallet af soldater i Dansk Vestindien var begrænset, og i den første del af kolonitiden var der kun 20–30 mand. I 1726 blev det første militære kompagni oprettet og bestod af 50 mand. I 1761 udgjorde styrken 226 mand. Under USA's uafhængighedskrig bestod styrken af 400 mand, et styrkeantal som blev opretholdt til 1872, da de militære styrker blev reorganiseret under navnet Den Vestindiske Hærstyrke. Hærstyrken bestod af 6 officerer, 219 soldater og 10 ryttere. I 1906 blev denne hærstyrke opløst og erstattet af Gendarmerikorpset, som bestod af 120 menige soldater og 10 officerer og var direkte underlagt guvernøren. Korpset var stationeret i Charlotte Amalie på Skt. Thomas og på tre steder på Skt. Croix, i Christiansted, Frederiksted og Kingshill.
Ud over kompagniets og senere statens hærstyrker var der også en række lokale militser, som bestod af øernes frie indbyggere. Militserne var større end hærstyrken, og i 1830'erne udgjorde hærstyrken 430 mand mod militsenes 1980 mand. 
Hærstyrken i Dansk Vestindien bestod af danske soldater som frivilligt lod sig hverve, som regel for en seksårsperiode. Fra 1805 blev ansvaret for hvervningen overtaget af Den Vestindiske Rekruttering i København, som årligt rekrutterede 70 mand. De fleste var værnepligtige fra Danmark, men mange var også lokale håndværkere.
Den danske orlogsflåde sejlede til Vestindien for at markere dansk tilstedeværelse og suverænitet. Efterhånden som kolonien blev veletableret, blev besøgene fra orlogsflåden sjældnere, indtil staten overtog ansvaret for kolonien i 1755. Flåden blev som regel sendt over til Vestindien i urolige perioder, som under den franske og indianske krig (1756–1763), USA's uafhængighedskrig (1776–1783), Revolutionskrigene (1792–1802) og Napoleonskrigene (1800-1815). I perioden fra 1818 til 1864 var orlogsflådens aktivitet i Dansk Vestindien mere omfattende end i nogen anden periode, og i de fleste af disse år var der permanent stationeret to danske krigsskibe på øerne.
Det sidste danske orlogsskib i Dansk Vestindien var krydserkorvetten Valkyrien, som sejlede til kolonien i 1915. Skibschefen, kommandørkaptajn Henri Konow, tog over som konstitueret generalguvernør og var den person, som officielt overleverede Dansk Vestindien til USA i 1917.
I alt foretog orlogsflådens skibe omkring 140 togter til Dansk Vestindien i perioden fra 1671 til 1917.

### Pengevæsen
Den Dansk-Vestindiske Nationalbank blev oprettet af Nationalbanken i 1904. Den blev til efter forhandlinger mellem Nationalbanken, Handelsbanken, Landmandsbanken og Privatbanken i København. Hovedkontoret blev placeret i Charlotte Amalie på St. Thomas, og den havde filialer i Christianssted og Frederikssted på Sankt Croix. Den åbnede i februar 1905.
En betingelse for oprettelsen var, at der samtidig blev en permanent ordning af det vestindiske møntvæsen. Dette betød at man konverterede møntfoden fra dollar (à 100 cent) til den latinamerikanske møntfod franc (à 100 bit). Vekselkursen var i denne forbindelse 1 dollar = 5 franc. Der blev udstedt sedler i de følgende værdier: 5, 10, 20 og 100 franc, og disse blev trykt i England hos Bradbury Wilkinson & Co, London.
Den Dansk-Vestindiske Nationalbank havde oktroi (eneret) på udstedelse af sedler i 30 år. Da øerne blev afstået til USA i 1917 forblev de kongelige danske bankprivilegier gældende, indtil de udløb i 1934. Øerne havde derfor en særstilling ved at være amerikansk territorium, hvor der ikke anvendtes US dollar. I 1934 blev den Den Dansk-Vestindiske Nationalbank nedlagt, og den amerikanske dollar blev indført på øerne.

### Postvæsen
Dansk Vestindien fik egne frimærker i 1856. Frimærkerne blev trykt i Danmark og nogle af disse havde samme udseende som de danske frimærker bortset fra værdien, der var angivet i cent. Det første frimærke var et kvadratisk 3-cents-frimærke med Danmarks rigsvåben afbildet i mørkt karminrødt på gulnet papir. Fra 1866 kom frimærkerne på hvidt papir, og i 1872 blev frimærkerne perforeret.
I takt med koloniens økonomiske opsving opstod der et større behov for at kunne kommunikere med handelspartnere, familie og regeringen i Danmark. Den første faste postforbindelse mellem Dansk Vestindien og Danmark blev oprettet ved et reglement i 1781. Frem til da var posten blevet sendt med tilfældige skibe. 
Dansk Vestindien blev medlem af Verdenspostforeningen pr. 1. september 1877, og i den forbindelse blev der jævnligt foretaget opgørelser over postvæsenets udvikling. Omfanget af forsendt post var stærkt varierende: i 1883 var der samlet 914.000 breve, hvoraf 58.000 lokale, 530.000 fra udlandet og 326.000 til udlandet, i 1895 blot 261.000 breve, hvoraf 44.000 lokale, 128.000 til udlandet og 89.000 fra udlandet. Generelt var postgangen således faldende gennem årene. Af de breve, der kom fra udlandet, kom de fleste fra USA, nemlig 18.000, fra britiske besiddelser 12.000 og fra Danmark 8.000.
| År   | Lokale | Fra udlandet | Til udlandet | I alt breve |
| ---- | ------ | ------------ | ------------ | ----------- |
| 1883 | 58.000 | 530.000      | 326.000      | 914.000     |
| 1884 | 56.000 | 530.000      | 384.000      | 970.000     |
| 1886 | 54.000 | 273.000      | 110.000      | 437.000     |
| 1889 | 53.000 | 145.000      | 93.000       | 291.000     |
| 1890 | 53.000 | 133.000      | 86.000       | 272.000     |
| 1892 | 50.000 | 142.000      | 81.000       | 273.000     |
| 1895 | 44.000 | 128.000      | 89.000       | 261.000     |
| 1896 | 50.000 | 266.000      | 89.000       | 405.000     |

Kilde: Kornerup (1898), s. 539.
Der fandtes omkring århundredeskiftet 5 poststeder, nemlig en postmester på Sankt Thomas, en landfoged på Sankt Jan, toldforvalterne i Christianssted og Frederikssted samt overpolitibetjenten i Kingshill på Sankt Croix.
Det var ikke usædvanligt, at små kolonier langt væk fra hjemlandet løb tør for populære valører fra tid til anden, og koloniadministrationen måtte af og til improvisere. I 1887 blev et 7-cents-frimærke overtrykt med og anvendt som 1-cents-frimærke, tilsvarende blev i 1895 et 50-cents-frimærke overtrykt og anvendt som 10-cents-frimærke.
Som en følge af valutareformen i 1904 udstedte kolonien nye frimærker i 1905, hvor valøren var i franc og bit. Kong Christian 9. var afbildet i silhuet på frimærkerne i valørerne fra 5 bit til 50 bit. 1-francs–, 2-francs– og 5-francs-frimærkerne havde en afbildning af sejlkutteren Ingolf til kaj i Charlotte Amalie.
I 1907 blev motiverne af Christian 9. erstattet med Frederik 8., efterfulgt af Christian 10. i 1915.

## Salg af øerne

### Årsager til salg
De danskvestindiske øer blev i anden halvdel af 1800-tallet ramt af en økonomisk krise, som varede ved helt frem til 1. verdenskrig. Økonomen P.P. Sveistrup angav i 1942 flere årsager til denne krise, men den vigtigste var, at sukkereksporten til Danmark blev undergravet, og samtidig svækkedes øernes betydning som transithavn. Til forståelse af tidens begivenheder tjener også, at allerede i første halvdel af 1800-tallet havde USA overtaget en førerstilling i skibsfarten på Dansk Vestindien: i årtiet 1821–1830 var USA's andel 35,4% mod 21,9% for Danmark og 20,8% for England. I årtiet 1831-1840 var USA's andel 35,1% mod 14.0% for Danmark og 17,8% for England.
Den erstatning, som den danske rigsdag i 1853 tilstod plantageejerne for deres tidligere slaver, dækkede ifølge Emil Elberling i Salmonsens Konversationsleksikon fra 1916 slet ikke det tab, som de havde lidt ved frigivelsen, og det europæiske roesukker påførte det vestindiske rørsukker en trykkende konkurrence. Samtidig led Sankt Thomas under, at den tiltagende brug af dampskibe medførte formindsket trang til at anløbe havnen.

### Tidlige forsøg på salg
Danmark solgte i 1845 Dansk Ostindien til Storbritannien, og fem år senere blev også Dansk Guinea solgt hertil. Den eneste tilbageværende koloni var Dansk Vestindien. Der var store interessemodsætninger mellem Skt. Thomas, som havde en god handelshavn (Charlotte Amalie), og plantageøen Skt. Croix, som oplevede salgsnedgang for sine sukkerrør på grund af konkurrencen fra sukkerroer produceret i Europa. Ni tiendedele af befolkningen var efterkommere af slaver og levede under dårlige forhold. Selv om slaveriet var afskaffet i 1848, var landbrugsjorden og handelen fortsat styret af hvide. 
Der var ikke bare modsætninger mellem sorte og hvide, men også mellem hvide plantageejere og danske embedsmænd, som gjorde tjeneste i Dansk Vestindien. Embedsmændene var dårligt lønnet og var ofte udsat for tropesygdomme og de havde tit et højt alkoholforbrug og var korrupte. Der var ingen folkelige bånd i form af sprog, kirke eller kultur mellem Danmark og de tre øer. Sproget var hovedsagelig engelsk, den anglikanske kirke og katolicisme var dominerende, og de få, som tog en uddannelse, tog den i USA. Dansk Vestindien var i stærk tilbagegang og havde dårlige sociale forhold. 41 af 100 børn døde, inden de fyldte et år.
I 1852 blev fremtiden for de tre vestindiske øer debatteret i Folketinget. Det blev fra flere sider hævdet, at frigivelsen af slaverne i 1848 havde medført, at øerne ikke længere kunne drives med overskud og derfor burde sælges. Efter tabet af Slesvig-Holsten i 1864, ville et salg af øerne også styrke den anstrengte økonomiske situation i Danmark. Danmark forsøgte ved fredsforhandlingerne i Wien at give Dansk Vestindien til Det tyske forbund mod at få lov til at beholde hertugdømmerne, et forslag som blev afvist.
I 1867 viste USA interesse for Dansk Vestindien. Den amerikanske borgerkrig var afsluttet, og amerikansk imperialisme begyndte at vokse frem. Amerikanerne var på jagt efter en ø i Caribien, som kunne fungere som flådebase for marinen og som kulstation til påfyldning af dampskibene. Skt. Thomas ligger centralt i Det caribiske hav, og havnen dér og på Skt. Jan har kapacitet til mange skibe. Desuden er havnen i Charlotte Amalie en naturhavn, som er godt beskyttet mod både uvejr og angreb. Forhandlingerne om en amerikansk overtagelse af øerne blev indledt under ledelse af USA's udenrigsminister William H. Seward og den danske diplomat Valdemar Rudolph Raasløff. Forhandlingerne blev holdt hemmelige, og det var Skt. Thomas og Skt. Jan, amerikanerne var interesserede i. Skt. Croix blev holdt udenfor, dels fordi øen ikke havde nogen gode havne, og dels fordi Danmark i henhold til købskontrakten indgået med Frankrig i 1733 ikke kunne videresælge øen uden Frankrigs samtykke.
Den 24. oktober 1867 godkendte Danmark salget af øerne Sankt Thomas og Sankt Jan til USA for 7,5 millioner dollar i guld, under forudsætning af et samtykke fra befolkningen på de to øer. 98 % stemte for et salg til USA. Lige efter indgåelsen af aftalen blev øerne imidlertid ramt af orkan, jordskælv, tsunami og brande, med den konsekvens, at USA mistede interessen for øerne. Selv ikke en udsættelse af overtagelsesdatoen kunne redde salgsaftalen, og i april 1870 kunne man konstatere, at salget af øerne til USA ikke blev til noget.
I 1896 var den danske forfatter Walter Christmas indblandet i et forsøg på at sælge De vestindiske Øer til England. Kendskabet til De Vestindiske Øer havde han gennem sin farfar John Christmas, der var guvernør på øerne 1871-73. I 1899 var han med i et forsøg på at sælge øerne til Tyskland, og da det mislykkedes forsøgte han at sælge øerne til USA via en direkte kontakt til den amerikanske præsident McKinley. Dette kostede ham det meste af hans formue, da han blev mistænkt for at forsøge at bestikke amerikanske embedsmænd og politikere. Han blev dog frikendt af en amerikansk undersøgelseskommission. I salgsforsøget havde Walter Christmas forventet en kommission på 10 % af en salgssum på 5 millioner dollars.
USA viste dog fornyet interesse for Dansk Vestindien efter Den spansk-amerikanske krig, og udenrigsminister John Hay tog formelt kontakt med de danske myndigheder. Forhandlingerne startede den 29. januar 1900, og i 1902 nåede man til enighed om en pris på fem millioner dollars for alle tre øer. Salgstraktaten blev dog stoppet af det danske Landsting, da den ikke sikrede befolkningen en folkeafstemning, amerikanske borgerrettigheder og toldfrihed for sukkereksport til USA.
Modstanderne af et salg af Dansk Vestindien organiserede sig i Foreningen De Danske Atlanterhavsøer. Flere pengestærke københavnere støttede op om foreningen og etablerede blandt andet et plantageselskab som købte uvirksomme plantager. Foreningen fik også støtte fra prinsesse Marie, som sammen med sin mand prins Valdemar havde besøgt Dansk Vestindien og var faldet for øernes charme.
Efter det mislykkede salgsforsøg i 1902 nedsatte Danmark en reformkommission, som blandt andet foreslog oprettelsen af husmandsbrug og forsøgsgårde for at finde ud af, om noget andet end dyrkning af sukkerrør var muligt i stor skala. Desuden kom der sundhedsreformer, som sikrede godt drikkevand, sygehuse, renovation, børnehjem og fattighjem. Der blev også foreslået restriktioner på skydevåben og begrænsning på antal udskænkningssteder.

### Landarbejderstrejke
I foråret 1915 havde David Hamilton Jackson organiseret den sorte landarbejderbefolkning i en fagforening, og for første gang kunne de bruge strejkevåbnet i kampen for højere løn og bedre arbejdsforhold. For den hvide befolkning var strejken ikke kun en trussel om økonomisk katastrofe, men slutningen på en epoke. De var overbeviste om, at den sorte befolkning havde brug for en fast hånd, og at forhandlinger med en organiseret arbejderklasse var begyndelsen på enden for kolonistyret. På baggrund af dette telegraferede plantageejerne på Skt. Croix efter et krigsskib fra Danmark til at bistå i at kontrollere situationen. Den 11. november 1915 sendte Danmark sit sidste krigsskib til øerne, krydserkorvetten Valkyrien. Skibet sejlede fra København med kurs mod Skt. Croix med en besætning på 230 mand. Den danske regering var, på grund af øernes strategiske betydning under 1. verdenskrig og de pågående salgsforhandlinger med USA, særdeles lydhør over for problemer i den fjerne og stærkt ulønsomme koloni. Man antog, at opholdet ville være kortvarigt, men først efter overdragelsen af øerne til USA den 31. marts 1917 kunne skibets kaptajn Henri Konow og hans mandskab atter sætte kurs mod Danmark.

### Salg til USA i 1917
Efter udbruddet af 1. verdenskrig frygtede USA, at øerne ville blive besat af Tyskland, og efter åbningen af Panamakanalen i 1914 øgedes øernes strategiske betydning. I Danmark frygtede man, at landets neutralitet kunne blive sat under pres som følge af, at de havde nogle af Vestindiens bedste havne.
Den 4. august 1916 blev man enige om et salg af øerne til USA, og denne gang var prisen fastsat til 25 millioner dollar i guld; samtidig havde Danmark opgivet sine tidligere krav om folkeafstemning, borgerrettigheder og toldfrihed. Til gengæld anerkendte USA Danmarks krav på Grønland, og dermed ikke Norges krav på de ubeboede dele af Østgrønland. USA havde brug for øerne af strategiske årsager, for at hindre Tyskland i at få fodfæste på den vestlige halvkugle. Økonomiske interesser var derfor underordnede.
Hele salgsprocessen blev holdt hemmelig af den radikale danske regering og udenrigsminister Erik Scavenius. Et muligt salg af Dansk Vestindien blev dementeret til det sidste og offentliggørelsen af salgsaftalen førte til protester fra oppositionen, specielt fra Det Konservative Folkeparti, med det resultat, at en folkeafstemning skulle afholdes i Danmark. Folkeafstemningen om salg af Dansk Vestindien var den første afstemning, kvinder kunne deltage i, efter at Danmarks grundlov var blevet ændret i 1915. Det var samtidig den første folkeafstemning om et lovforslag, hvilket netop var blevet gjort muligt efter den nye grundlov. Valgresultatet viste, at 283.000 stemte for et salg og 158.000 imod. Øernes befolkning deltog ikke i folkeafstemningen, men den dansk-vestindiske fagforeningsleder David Hamilton Jackson arrangerede en privat folkeafstemning på Skt. Croix, hvor 4.027 stemte for og syv stemte imod. Traktaten, der omhandler salget, blev underskrevet af USA's præsident Woodrow Wilson og udenrigsminister Robert Lansing den 16. januar 1917. Den 31. marts 1917 klokken 16 blev Dannebrog nedtaget for sidste gang, og Stars and Stripes gik til tops. Befolkningen blev amerikanske statsborgere, medmindre de ønskede at beholde deres danske statsborgerskab.
31. marts fejres hvert år på øerne som Transfer Day, og da hyldes både Danmark og USA for måden, overdragelsen foregik på. Alle har fri, og mange samles til fest. Den lille ø Water Island ud for Charlotte Amalies havn forblev i øvrigt dansk indtil 1944, da den formelt ikke var en del af Dansk Vestindien, men var ejet af ØK, der dette år solgte øen til USA.
Som et kuriosum kan nævnes, at befolkningen aldrig har givet afkald på de mange danske helligdage. Dem fastholder man, på samme måde som man også fejrer alle amerikanske fri- og helligdage.

## Dansk Vestindien i dag
Det meste af Skt. Jan er i dag omdannet til et naturreservat og har en beskeden grad af bebyggelse. Regnskoven har generobret områderne fra de tidligere sukkerplantager, og de fleste ruiner efter plantagetiden er urørte. Mange steder på øen er der fortsat spor efter det brutale slaveoprør i 1733.
Den tætte jungle på Skt. Thomas, som skabte lange slidsomme dage for de første nybyggere med Kjeld Jensen og Erik Nielsen Smit i spidsen, er for længst borte, og kun få steder på øen kan man i dag se rester efter plantagebygningerne. Men den danske fortid er alligevel ret synlig. I en lille park ved parkeringspladsen i Charlotte Amalie står en buste af Christian 9., som ser mod Fort Christian, og gaderne har stadig de danske navne som Dronningens Gade, Prinsens Tværgade og Strandstræde. Desuden har mange af butikkerne referencer til den danske tid, f.eks. Royal Dane Mall og A. H. Riise Mall. Skt. Thomas er i dag en moderne turistdestination og en af de største krydstogthavne i Caribien.
På Skt. Croix nåede slaveriet og sukkerproduktionen deres højdepunkt i den danske tid, men i dag er der ingen landbrugsproduktion på øen. På øens østside har den salte passatvind fjernet det meste af vegetationen og efterladt spredte buskvækster. Midt på øen vokser sukkerrørene stadig vildt, mens vestsiden er dækket af tropisk skov med pukkenholt, mahogni og guava. Øens to byer, Christiansted og Frederiksted, præges ikke så stærkt af turismen som Charlotte Amalie på Skt. Thomas. Meget af den oprindelige bebyggelse fra 1700– og 1800-tallet er bevaret, og på byens kirkegårde står fortsat de hvide marmorstøtter med efternavne som ender på –sen. Mange af plantagebygningerne findes fortsat, mange som ruiner, og nogle er restaureret. Af øens hundrede sukkermøller findes nær to tredjedele stadig, hvor sejldugene dog er borte og trætagene er rådne, mens murværket fortsat står intakt. 
Dansk Vestindien blev befæstet med fire forter. Fort Frederiksværn ved Coral Bay på Skt. Jan, hvor det første store slaveoprør fandt sted i 1733, er i dag kun overgroede ruiner og temmelig utilgængeligt. Det ligger desuden på privat område, hvor offentligheden som udgangspunkt ikke har adgang. I Christansted ligger det gule Christiansværn, åsted for det andet store slaveoprør i julen 1759. Det administreres af National Park Service og er velbevaret. I Frederiksted på St. Croix' vestkyst ligger Fort Frederik, hvor det sidste slaveoprør fandt sted og endte med slaveriets afskaffelse den 3. juli 1848. Fort Christian i Charlotte Amalie blev påbegyndt i 1671 og er Jomfruøernes ældste bygning. Det blev frem til 1983 brugt som politistation.
Indbyggerne i Dansk Vestindien er i dag amerikanske statsborgere, men har ikke stemmeret ved præsidentvalgene. De Amerikanske Jomfruøer har én plads i USA's Kongres, men denne har kun stemmeret i komiteerne og ikke i plenumsafstemninger. Øerne er siden 1970 blevet styret af en folkevalgt guvernør, som bliver valgt for en fireårsperiode.

## Tidslinje
- 1493 – Christoffer Columbus annekterer øerne for Spanien.
- 1650 – Fransk styre på Skt. Croix.
- 1653 – Den suveræne Johannitterorden (Malteserordenen) overtager Skt. Croix.
- 1665 – Fransk Vestindisk Kompagni overtager Skt. Croix.
- 1674 – Skt. Croix bliver fransk kronkoloni.
- 1666 – En gruppe danskere forsøger at kolonisere Skt. Thomas.
- 1671 – Vestindisk-guineisk Kompagni oprettes ved et kongeligt privilegiebrev.
- 1671 – Opførelsen af Fort Christian i Charlotte Amalie påbegyndes.
- 1673 – Den første forsendelse af afrikanske slaver til Skt. Thomas.
- 1675 – Det første danske forsøg på at kolonisere Skt. Jan.
- 1685 – Taphus skifter navn til Charlotte Amalie
- 1696 – Franskmændene forlader Skt. Croix.
- 1718 – 25. marts annekterer guvernør Bredal Skt. Jan, og det danske flag hejses på plantagen Carolina i Coral Bay.
- 1733 – Danmark køber Skt. Croix af Frankrig.
- 1733 – Dansk Vestindiens første store slaveoprør finder sted på Skt. Jan.
- 1733 – Et reglement, som anerkender, at slaver i modsætning til anden ejendom har deres egen vilje og dermed kan opføre sig uhensigtsmæssigt eller være ulydige, bliver vedtaget.
- 1750 – Det første danske kort over Skt. Croix udgives og signeres af Johan Cronenberg og Johan Jægersberg.
- 1755 – Øerne bliver dansk kronkoloni.
- 1756 – Etablering af kolonien Dansk Vestindien.
- 1759 – Dansk Vestindiens andet store slaveoprør finder sted i Christiansted, Skt. Croix i julen.
- 1762 – Storbritannien frafalder sit krav på Skt. Jan og godkender danskernes suverænitet.
- 1801 – Briterne besætter Dansk Vestindien 31. marts. Besættelsen afsluttes 16. februar 1802.
- 1803 – Import af slaver bliver forbudt fra 1. januar, men slavehold var fremdeles lovligt.
- 1807 – Briterne besætter Dansk Vestindien i december. Besættelsen afsluttes 20. november 1815.
- 1807 – Første grundskole for børn. Kun hvide børn har adgang.
- 1840 – Slaverne får officielt ejendomsret.
- 1841 – Første skole for slaver åbnes.
- 1848 – Guvernør Peter von Scholten kommer med erklæringen fra Fort Frederik, som frigiver alle slaver i Dansk Vestindien.
- 1856 – Dansk Vestindien starter udgivelsen af egne frimærker.
- 1864 – Danmark forsøger ved fredsforhandlingen i Wien at give Dansk Vestindien til Det tyske forbund mod at få lov til at beholde hertugdømmerne Slesvig og Holsten, et forslag som bliver afvist.
- 1867 – 24. oktober godkender Danmark et salg af Skt. Thomas og Skt. Jan til USA for 7,5 millioner dollar i guld.
- 1870 – Salgsaftalen fra 1867 besluttes ikke gennemført fra amerikansk side.
- 1902 – Enighed med USA om salg af alle tre øer for fem millioner dollar, men det stoppes af Landstinget.
- 1915 – David Hamilton Jackson organiserer den sorte landarbejderbefolkning i en fagforening, og en omfattende strejke igangsættes om foråret for højere løn og bedre arbejdsforhold.
- 1916 – Folkeafstemning i Danmark om salg af Dansk Vestindien. 283.000 stemmer for og 158.000 imod.
- 1916 – USA køber Dansk Vestindien 12. december for 25 millioner dollar.
- 1917 – 31. marts finder den formelle overlevering af øerne til USA sted. Øerne navngives United States Virgin Islands.

### Uddybende noter
1. ↑  
  - 1789: 4.819 indbyggere
  - 1796: 5.056 indbyggere
  - 1835, da indbyggertallet kulminerede: 5.806 indbyggere
  - 1880: 4.939 indbyggere
  - 1917: 4.574 indbyggere

Kilde: Census (1918), s. 41; Sveistrup (1942), s. 80

### På internettet
PDF-filer
- Abildgren, Kim (2018), Danmarks Nationalbank 1818-2018 (PDF), Nationalbanken
- Alberti, C. (1850), "Den danske Slavehandels Historie" (PDF), Historisk Tidsskrift, 2., vol. 3
- Brown, Robert S. (1973), "Sukkerdyrkning i Dansk Vestindien" (PDF), Handels- og Søfartsmuseets årbog, s. 7-26, arkiveret fra originalen (PDF) 23. marts 2019, hentet 8. juli 2016
- Børgesen, F.; Uldall, F.P. (1900), Vore Vestindiske Øer (PDF), København, arkiveret fra originalen (PDF) 19. februar 2017, hentet 19. februar 2017
- Census of The Virgin Islands of The United States November, 1 1917 (PDF), Washington: Department of Commerce, Bureau of the Census, 1918
- Gøbel, Erik (1991), "Den danske besejling af Vestindien og Guinea 1671-1838", Årbog / Handels- og Søfartsmuseet på Kronborg, vol. bind 50, s. 37-72
- Lauring, Kåre (2010), "Dansk slavehandel - en underskudsforretning?" (PDF), Handels- og Søfartsmuseets årbog, arkiveret fra originalen (PDF) 2. august 2018, hentet 11. februar 2017
- Lawaetz, Eva (1981), "Negerskoler i Dansk Vestindien" (PDF), Handels- og Søfartsmuseets årbog, s. 169-183, arkiveret fra originalen (PDF) 24. september 2020, hentet 19. februar 2017
- Olwig, Karen Fog (1987), "Ret og lov – magt og afmagt" (PDF), Historie/Jyske Samlinger, ny række, vol. 17
- Petersen, Bernhard V. (1855), En historisk Beretning om de dansk-vestindiske Öer St. Croix, St. Thomas og St. Jan (PDF)
- Sebro, Louise (2010), Mellem afrikaner og kreol. Etnisk identitet og social navigation i Dansk Vestindien 1730-1770 (PDF), Historiska Institutionen ved Lunds Universitet, ISBN 978-91-628-7995-2
- Simonsen, Gunvor (2000), En fortræffelig Constitution – om konstruktion af social orden på de Dansk Vestindiske Øer i sidste halvdel af 1700-tallet (PDF), Roskilde Universitetscenter
- Sveistrup, P. P. (1942), "Bidrag til de tidligere Dansk-vestindiske øers økonomiske historie, med særligt henblik paa sukkerproduktion og sukkerhandel" (PDF), Nationaløkonomisk Tidsskrift, vol. 80
- Søe, Jeppe, Sukker, slaver og sørøvere (PDF), arkiveret fra originalen (PDF) 19. juli 2011
- Vibæk, Jens, "Royal Mail" og St. Thomas" (PDF), Handels- og Søfartsmuseets årbog 1949, s. 81-107, arkiveret fra originalen (PDF) 23. marts 2019, hentet 8. juli 2016
- Østen, Carl, "Da Dannebrog blev strøget i Dansk Vestindien, et 40 års minde" (PDF), Handels- og Søfartsmuseets årbog 1957, s. 156-176

Bøger
- Bergsøe, Adolph Frederik (1853), Den danske Stats Statistik, vol. 4, København
- Kornerup, Th. (1898), "Postvirksomheden paa de dansk-vestindiske Øer" (PDF), Nationaløkonomisk Tidsskrift, 3. række, vol. 6
- Larsen, Kay (2018), Dansk Vestindien 1666-1917, Lindhardt og Ringhof, ISBN 9788711974971
- Oxholm, Peter Lotharius (1797), De danske vestindiske Øers Tilstand i Henseende til Population, Cultur og Finance-Forfatning, København
- Werfel, Johan (1801), Efterretning om de Danske Vestindiske Øers St. Croix's, St. Thomas's og St. Jan's Indtagelse af den Engelskvestindiske Flaade..., København

Salmonsens Konservationsleksikon
- Elberling, Emil (1916), "Dansk vestindiske Øer", Salmonsens Konversationsleksikon (2. udgave), vol. V

### Trykt litteratur
- Calundann Larsen, Leif (1986), The Danish Colonization of St. John, St. Thomas
- Hansen, Thorkild (1970), Slavernes øer (3. udgave), København: Gyldendal, ISBN 87-00-00862-1
- Jørgensen, Kenneth Bo (2006), Turen går til Dansk Vestindien (1. udgave), København: Politikens Rejsebøger, ISBN 87-567-7333-1
- Kjersgaard, Erik (1974), Sørøverkrønikens sidste kapitel, kronik i Skalk, s. 18-28
- Lund, Signe; Tommerup, Steen Uffe (2012), Dansk Vestindien - en praktisk rejseguide, København: Forlaget Estu, ISBN 978-87-995755-1-0
- Olwig, Karen Fog (1983), "Sorte danskere", Skalk, no. 3, s. 18-27
- Schiller, Sophie (2012), Transfer Day, Sophie Schiller, ISBN 978-0-61565-343-3
- Taylor, Charles Edwin (1888), Leaflets from the Danish West Indies: Descriptive of the social, political and commercial conditions of these islands, Westport, Connecticut: Negro Universities Press
- Thomas, Hugh (2006) [1997], The Slave Trade, London: Phoenix edition, ISBN 0-7538-2056-0
- Zachariae, Hugh (2005), Lucretia og Margaret. Slavebarnets historie, Højbjerg i Danmark

## Yderligere læsning
- Jensen, Niklas Thode; Simonsen, Gunvor (2016), "Introduction: The historiography of slavery in the Danish-Norwegian West Indies, c. 1950-2016", Scandinavian Journal of History, 41 (4-5): 475-494, doi:10.1080/03468755.2016.1210880, ISSN 0346-8755